# Famille von Werthern
La famille von Werthern est une famille de la noblesse thuringienne originaire de la ville de Werther en Thuringe, élevés au rang de barons et de comtes. Elle apparaît pour la première fois dans les documents en 1209 avec Heroldus de Wirthere et commence la lignée avec Friedrich von Werthern, mort en 1396.

## Histoire
Selon la légende, une famille Werther(n) serait apparue pour la première fois en 773, lorsque Illibrandus, un noble duc lombard, "dans la bataille sanglante où les Francs, conduits par leur roi Charles, l'emportent sur les Lombards, est tué comme beaucoup d'autres par ces mêmes Francs, qui détruisent ensuite complètement le royaume lombard".
Selon Paulus Götz (de), la famille originale des seigneurs de Werther(n) descendrait du roi de Thuringe du début du Moyen Âge Berthaire (Bertharii) dans une lignée masculine droite. Le premier seigneur de Werthern est Odobaldus (Adobald), qui reçoit de Charlemagne en 801 ou 802 une seigneurie appelée Werther, située non loin du Harz et de la ville de Nordhausen en Thuringe, en raison de ses nombreuses années d'action militaire héroïque, intelligente et loyale. service. En 1086, Hermann von Werthern, né comte von Orlien, fils d'une comtesse d'Alsace, qui épouse l'unique héritière de la famille von Werthern et reprend ainsi également ses biens et son nom, est nommé portier de la chambre impériale du patrimoine par l'empereur Henri IV. Ses armoiries sont également agrandies pour cette occasion. Dans cette fonction héréditaire (à confirmer par l'empereur), les comtes von Werthern doivent veiller au bon déroulement des élections impériales secrètes à Francfort-sur-le-Main jusqu'à la fin du Saint Empire romain germanique en 1806.

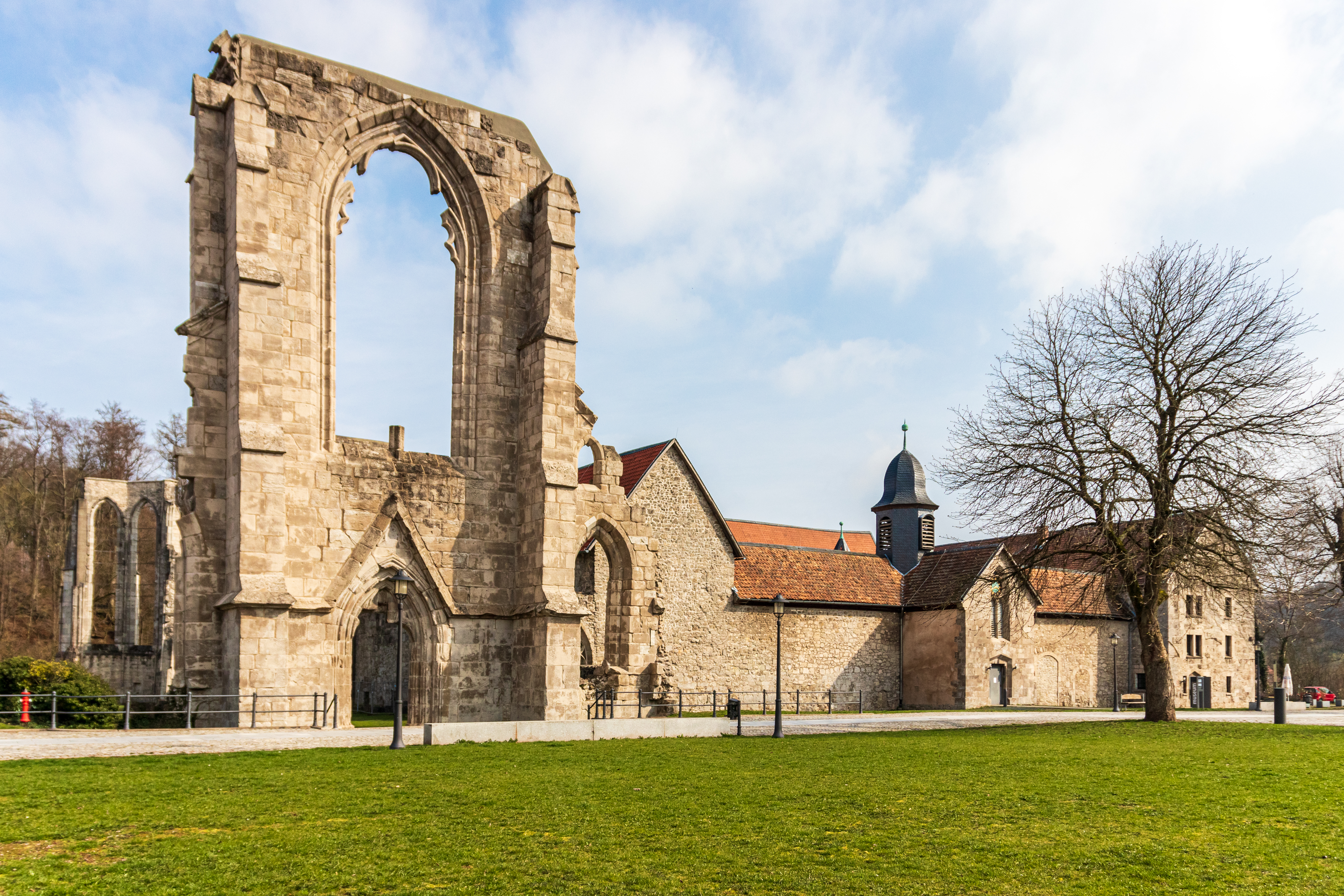
Abbaye de Walkenried, tombeau familial au XVe siècle

Au cours des siècles suivants, on dit que « tous les Wertherns sans exception » se sont déplacés vers la terre promise pendant les croisades (et y sont pour la plupart morts), mais ils ont en tout cas fourni un Templier et plus tard un chevalier teutonique. Avec l'acquisition des droits de Kölleda auprès du comte Adam von Beichlingen en 1519, les Werthern deviennent seigneurs de la dernière ville, qui adopte les armoiries familiales comme armoiries de la ville. En même temps, ils acquièrent la mairie de Kölleda. Des membres de la famille deviennent également patriciens dans la ville de Nordhausen, près de leur maison ancestrale, où ils fournissent plusieurs maires et conseillers. Les épitaphes encore conservées aujourd'hui dans la chapelle Saint-Cyriaque (de) en témoignent. Des tombes médiévales des Werthern se trouvent également dans l'abbaye de Walkenried, où une chapelle funéraire familiale est aménagée au XVe siècle dans la partie orientale du chœur de l'église de l'abbaye.

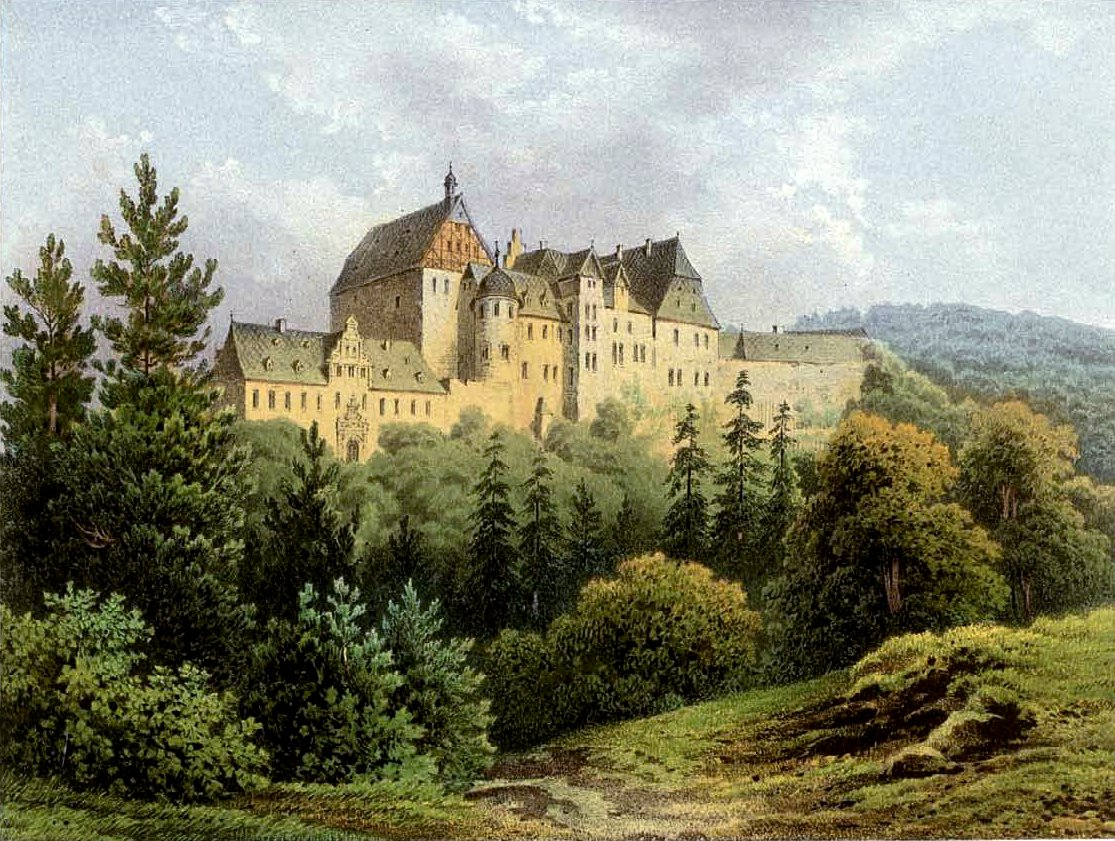
En 1519, le comté et le château de Werthern acquièrent Beichlingen. Motif vers 1860/61 d'après la collection d' Alexander Duncker

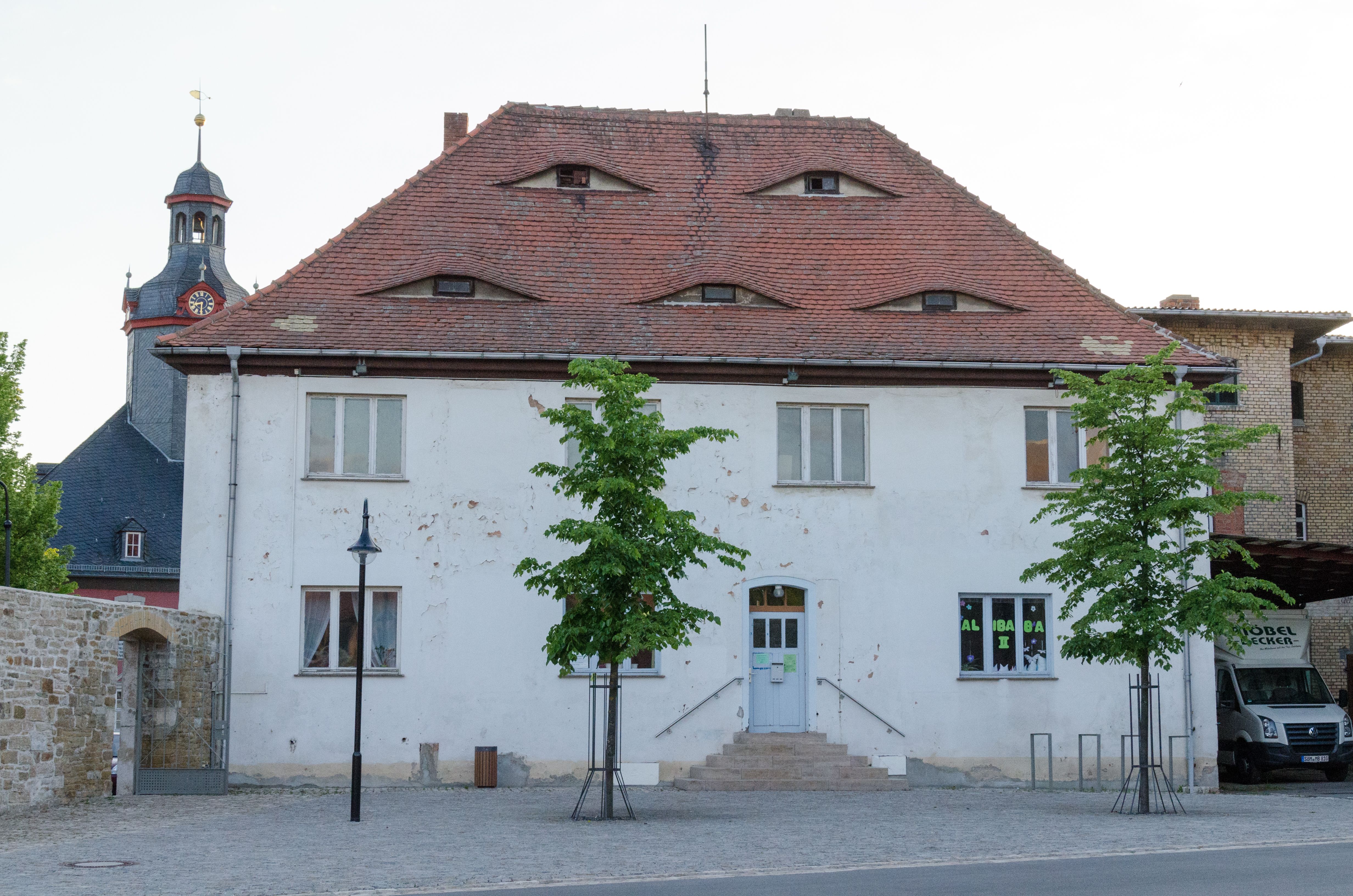
Ancienne préfecture de Kölleda, siège administratif 1621-1945

En 1452, Dietrich von Werthern (de) achète au comte Henri de Schwarzbourg le domaine de Wiehe avec le château de Wiehe (de) et le manoir de Lossa ainsi que le patronage associé de l'abbaye de Donndorf. À partir de 1452, ils sont huissiers et depuis 1540 administrateurs de l'abbaye de Donndorf. Le fils de Dietrich, Hans von Werthern (de) (1443-1533), conseiller privé des ducs de Saxe et du comte de Stolberg ainsi que « gouverneur de Thuringe », acquiert la seigneurie de Brücken (Helme) en 1498 et le manoir de Frohndorf avec Großneuhausen et Bachra en 1505. En 1501, lui et Antonius von Werthern sont inféodés avec les biens de Brücken, les villages abandonnés de Stedten et Jahrfeld et trois fiefs d'église. En 1519, ledit Hans von Werthern achète au comte Adam von Beichlingen le château de Beichlingen (de) et la majeure partie du comté de Beichlingen (de) avec de vastes propriétés forestières sur le Hohe Schrecke (de), ainsi que le village de Leubingen en 1528. En 1521, Hans von Werthern achète la moitié du manoir de Werningerode, dont la moitié appartient à la famille depuis 1450. Il élargit ainsi considérablement le patrimoine immobilier de sa famille et devient l'ancêtre des lignes principales de Beichlingen, Brücken et Wiehe. L'ancienne lignée de Beichlingen se divise ensuite en branches de Beichlingen-Großneuhausen-Eythra et Frohndorf-Kölleda. De 1539 à 1546, l'érudit Georg Fabricius est le précepteur de Wolfgang von Werthern (1519-1583) et de ses deux jeunes frères.
En 1617, Hans von Werthern (1555-1633) partage l'ensemble de la propriété entre ses trois fils et fonde ainsi les lignées de Beichlingen, Brücken et Wiehe, qui se divisent ensuite en plusieurs branches. À cette époque, les plus anciennes exploitations familiales autour de Großwerther et Kleinwerther ainsi que les domaines de Brücken, Esperstedt, Berga, Werningerode, Großwechsungen, Haferungen et Burglehn Klettenberg tombent aux mains de la lignée de Brücken.
Plusieurs membres de la famille refusent le titre de comte d'Empire qui leur est proposé, notamment le baron Johann von Werthern. L'envoyé et chancelier saxon Georg von Werthern-Beichlingen (de) (1663-1721) est finalement élevé au rang de comte impérial en 1702. Il fait construire le château baroque de Großneuhausen entre 1708 et 1711, qui reste la résidence principale de la famille jusqu'à son retour au château de Beichlingen au XIXe siècle, est également exproprié en 1945 et démoli en 1948.
Après l'extinction de la lignée impériale avec Jacob Friedemann von Werthern (de) (1739-1806) en 1806, l'ancien comté tombe aux mains du baron Ottobald von Werthern (de) auf Frohndorf und Kölleda (1794-1878), qui est élevé au rang de comte prussien et de seigneur de Werthern-Beichlingen (en primogéniture, avec le titre de baron pour les fils cadets).
La famille Werther produit un grand nombre de personnalités importantes de la fonction publique et d'officiers de haut rang, dont certains deviennent ministres dans le service saxon et prussien. En 1781, Goethe visite Neunheilingen avec le duc Charles-Auguste, où il admire la comtesse locale Johanna (« Jeannette ») von Werthern (de), une dame très instruite ; il immortalise sa visite dans Les Années d'apprentissage de Wilhelm Meister. Il rend également visite à la famille Werthern à Eythra, Großneuhausen et Frohndorf.
La famille von Werthern donne son nom à une rue de Dörfles-Esbach en Franconie et, en 2006, à une place de Bachra dans le nord de la Thuringe.

### Possessions
Jusqu'aux expropriations sans compensation dans la zone d'occupation soviétique entre 1945 et 1949, la famille possède notamment les châteaux et domaines de Beichlingen avec Großneuhausen et Kölleda, Leubingen, Stödten, Schönstedt et Frohndorf (de), à Wiehe avec Allerstedt, Lossa et Rothenberga ainsi que Bachra avec l'abbaye de Donndorf et Brücken (Helme) en leur possession, et à partir de 1872 le château d'Hoppenrade (de) dans le province de Brandebourg. De 1649 à 1806 (avec une interruption de 1658 à 1719), elle possède le château et le domaine d'Eythra (de) ainsi que le domaine de Mausitz, et de 1638 à 1819 le domaine de Neunheilingen et Kroppen en Haute-Lusace. En 1518, le duc Georges II de Saxe inféode Hans von Werthern de la ville de Kleinballhausen, où la famille fonde le domaine du château (de), qui reste en sa possession jusqu'en 1720. Les domaines de Triestewitz (de), Nehmitz et Buchwalde sont entrés en possession de Dietrich von Werthern (de) par acquisition entre 1652 et 1661. Karl Aemilius von Werthern (de), chancelier royal saxon (1815), ministre de la conférence à partir de 1822, acquiert le château d'Oberau près de Meissen en 1817. En 1662, Hans von Werthern acquiert le domaine de l'abbaye de Kölleda, y compris le « Schüttboden », qui reste dans la propriété familiale jusqu'en 1945. Le magnifique « Palais Werthern » de Dresde est victime des destructions de la guerre de Sept Ans (1756-1763). En 1886, Wolff baron von Werthern, de la lignée Bachra, acquiert le château et le domaine d'Esbach, qui est resté dans la famille jusqu'au milieu du XXe siècle.
De plus, jusqu'à l'expropriation sans indemnisation en 1945, la majeure partie de la forêt du Hohe Schrecke (de), soit 4 900 hectares, appartenait à la famille von Werthern-Beichlingen. 600 ha de cette superficie étaient gérés en commun par toutes les lignées en tant que forêt communautaire, dont les revenus assuraient l'entretien de l'école de l'abbaye de Donndorf.
Le château Hue de Grais (de) à Wolkramshausen est restitué en 1997 à la communauté des héritiers des comtes de Hue de Grais (de), dont un membre, Manfred Werthern, l'a repris et fait restaurer.

## Sites historiques

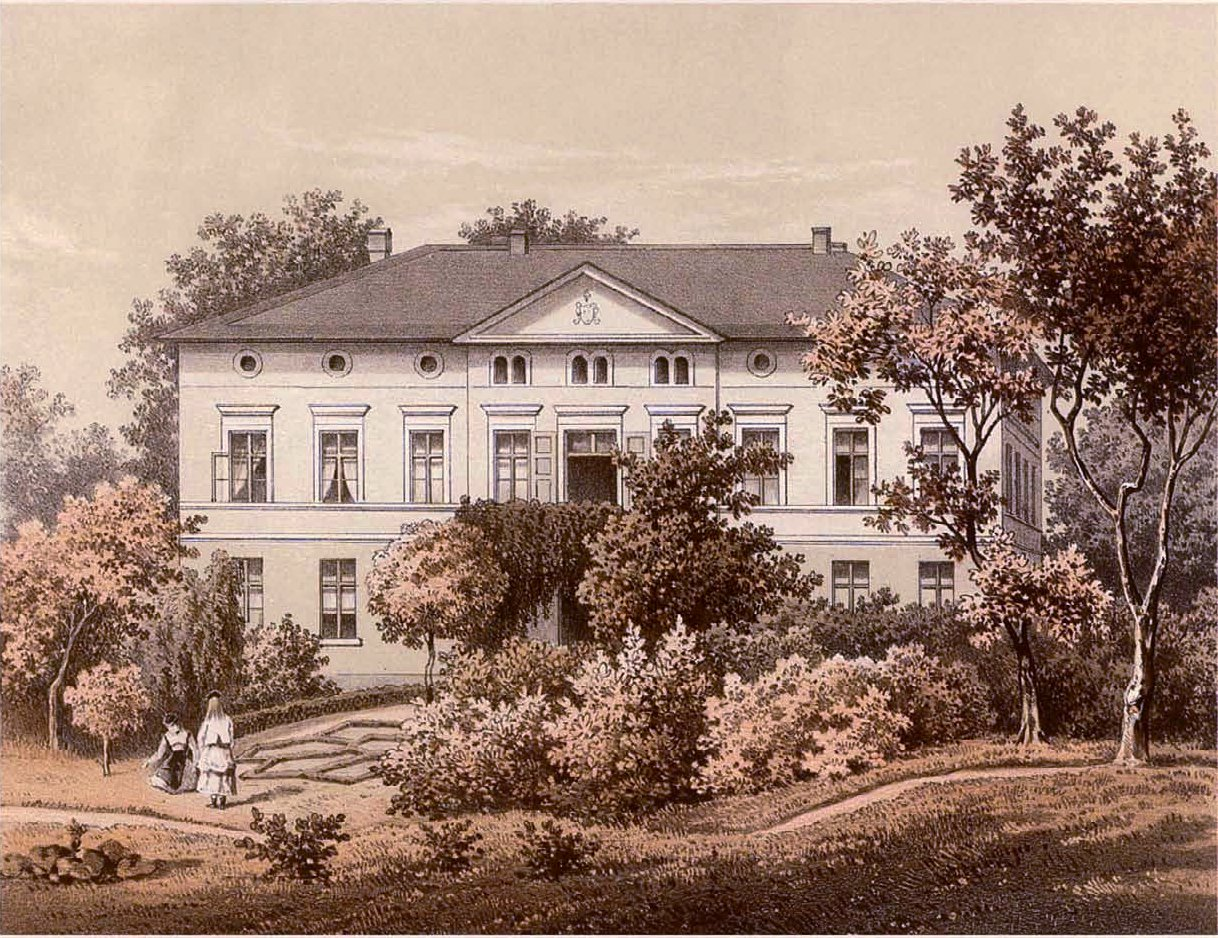
Château de Kleinwerther (de) (1209 à 1883)
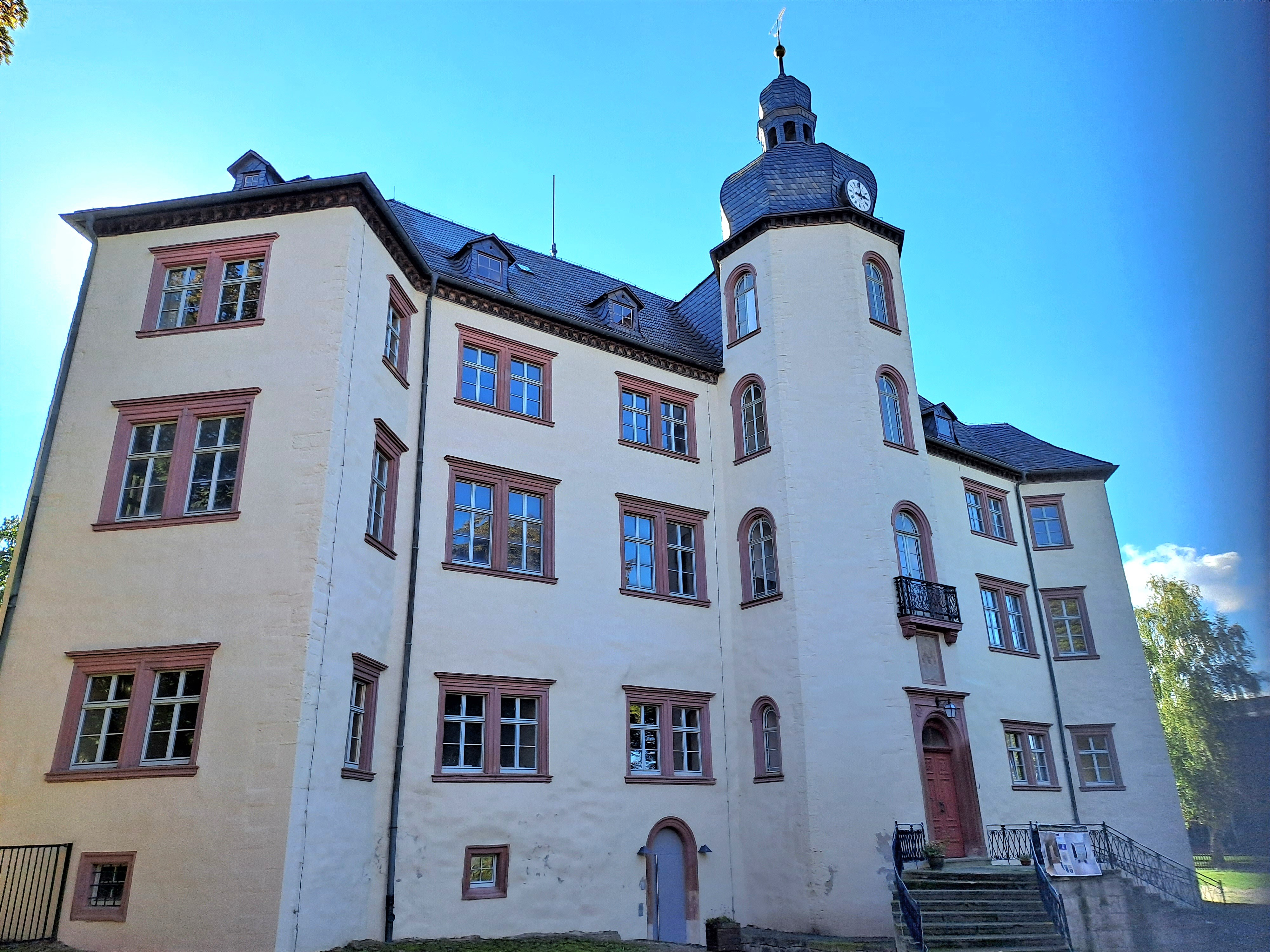
Château de Wiehe (de) (1461 à 1945)
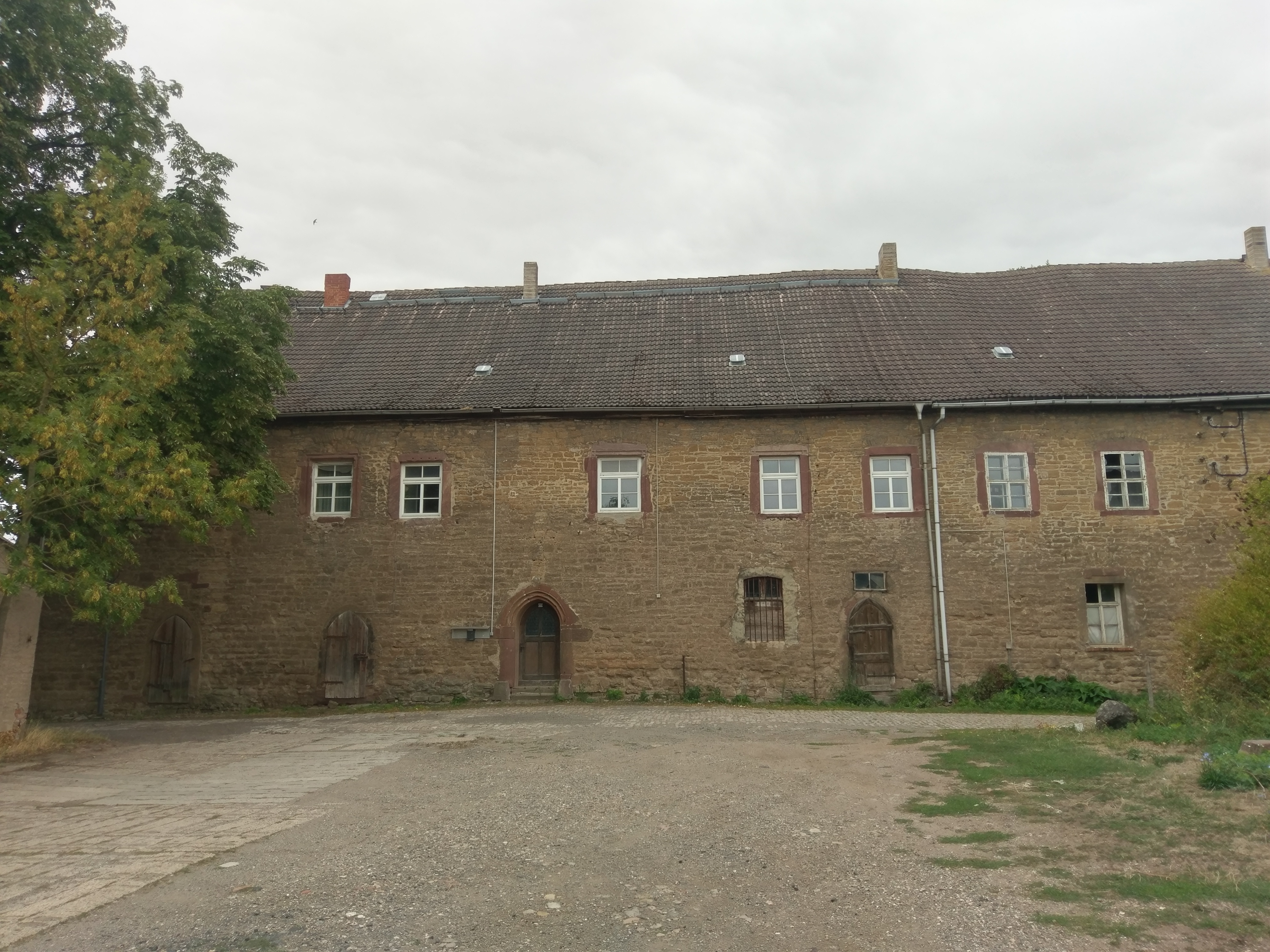
Château de Brücken (1498 à 1905)
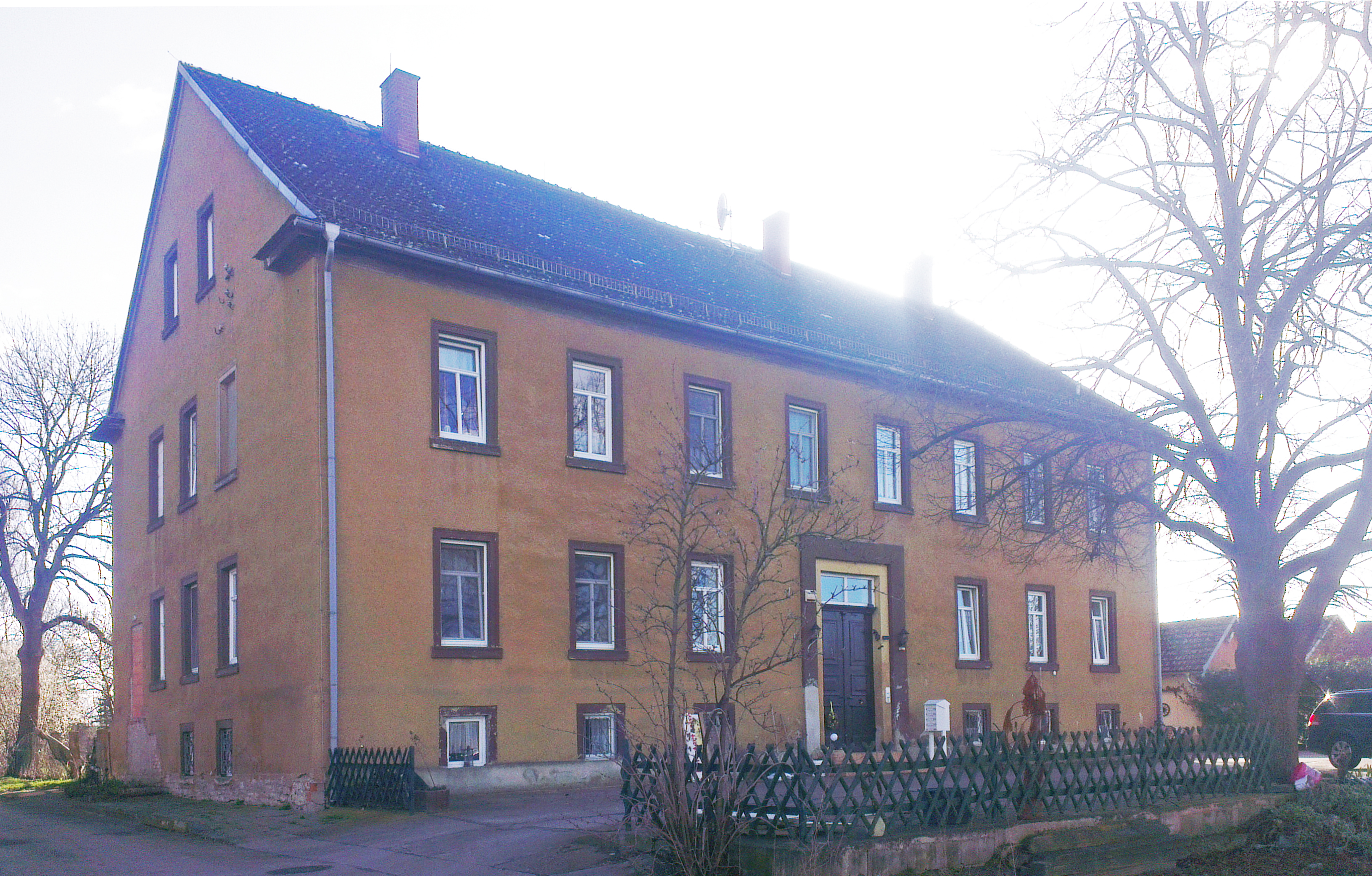
Château de Frohndorf (de) (1505 à 1945)
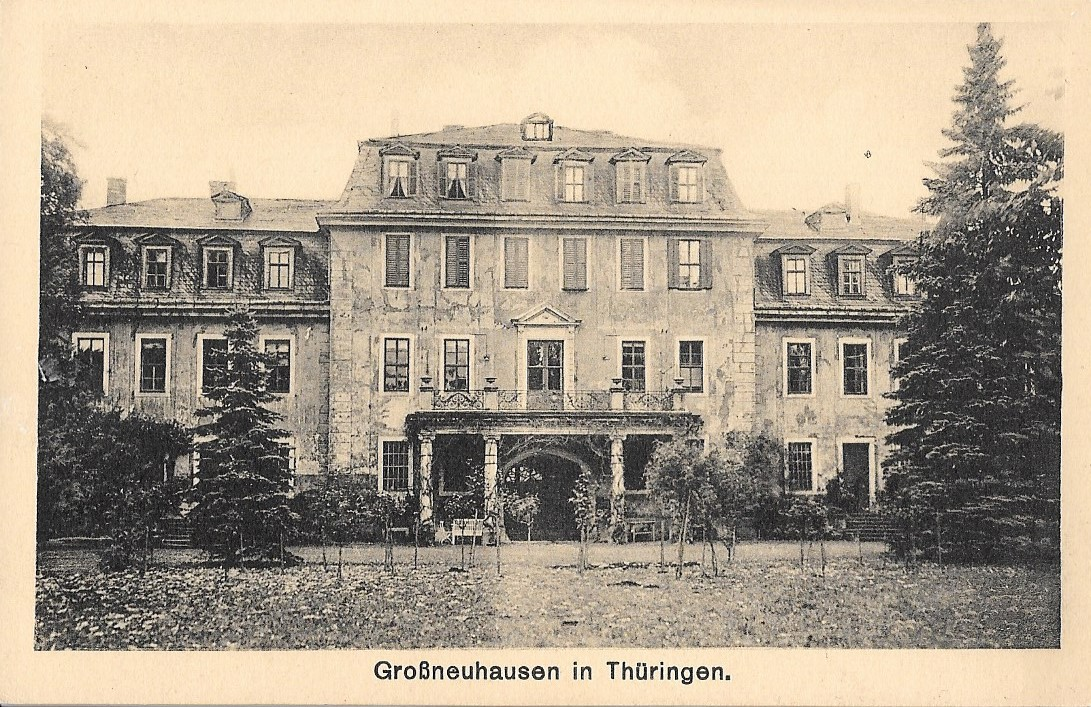
Château de Großneuhausen (de) (1505 à 1945)
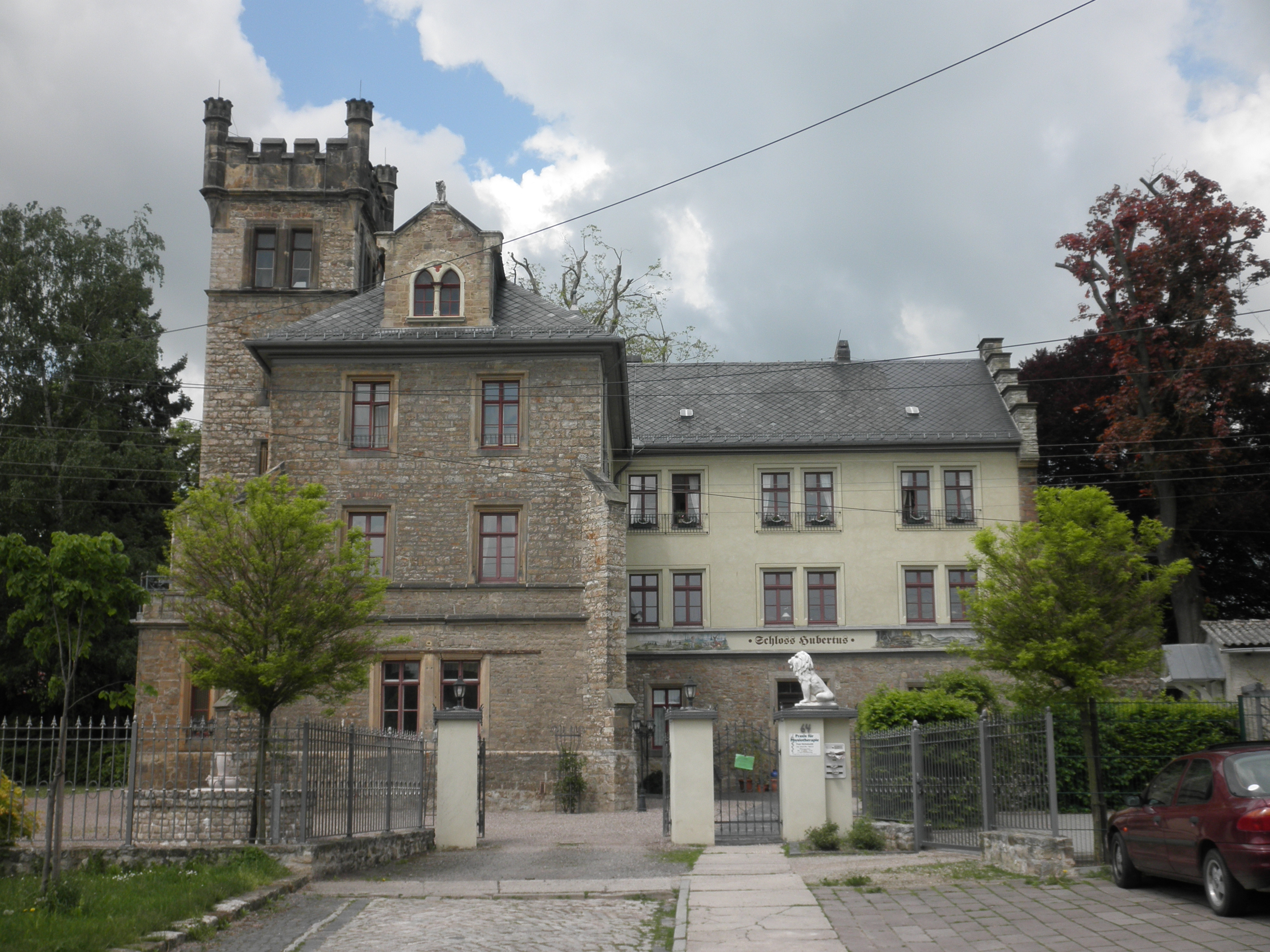
Château de Bachra (de) (1505 à 1945)
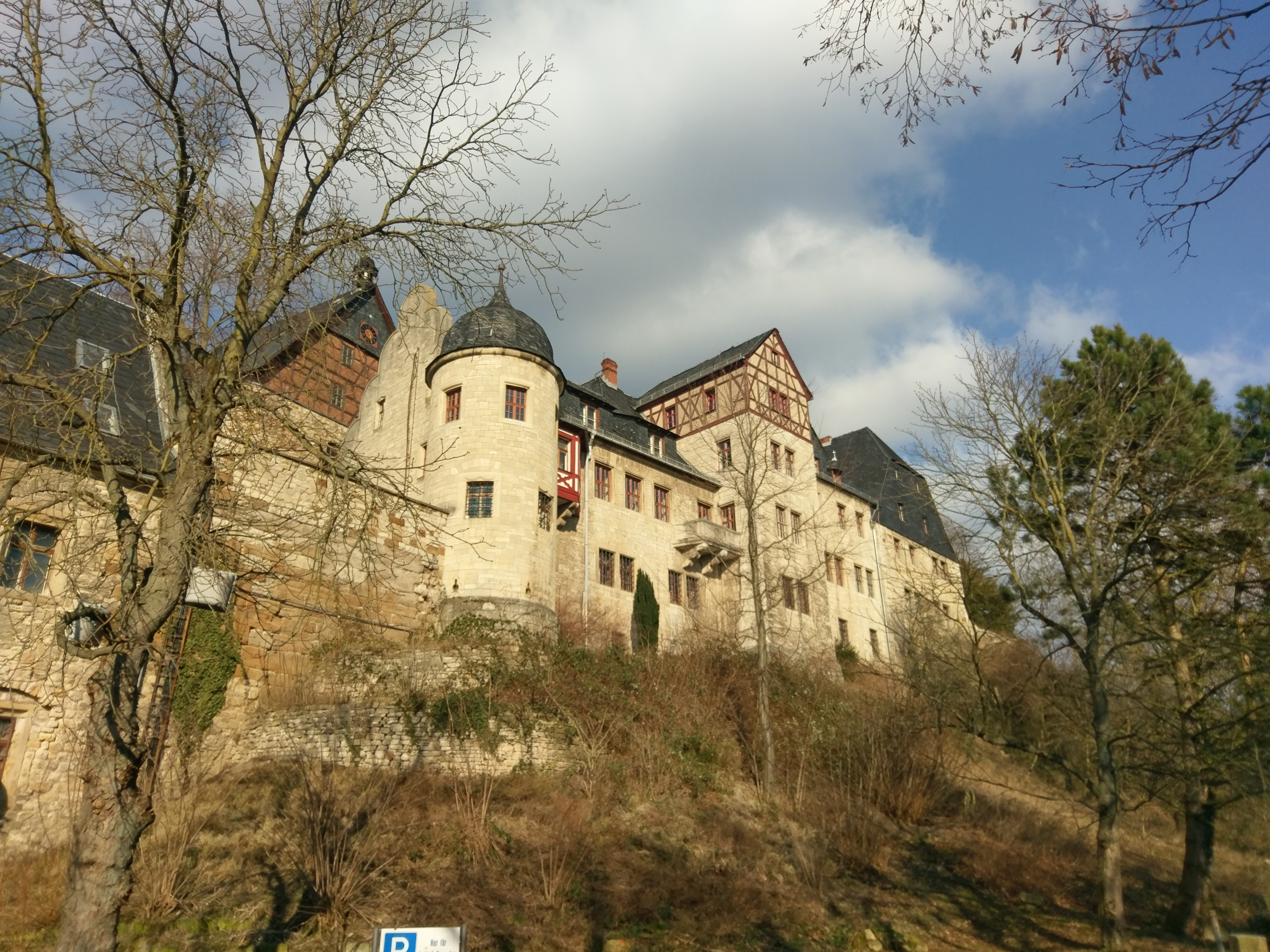
Château de Beichlingen (de) (1519 à 1945)
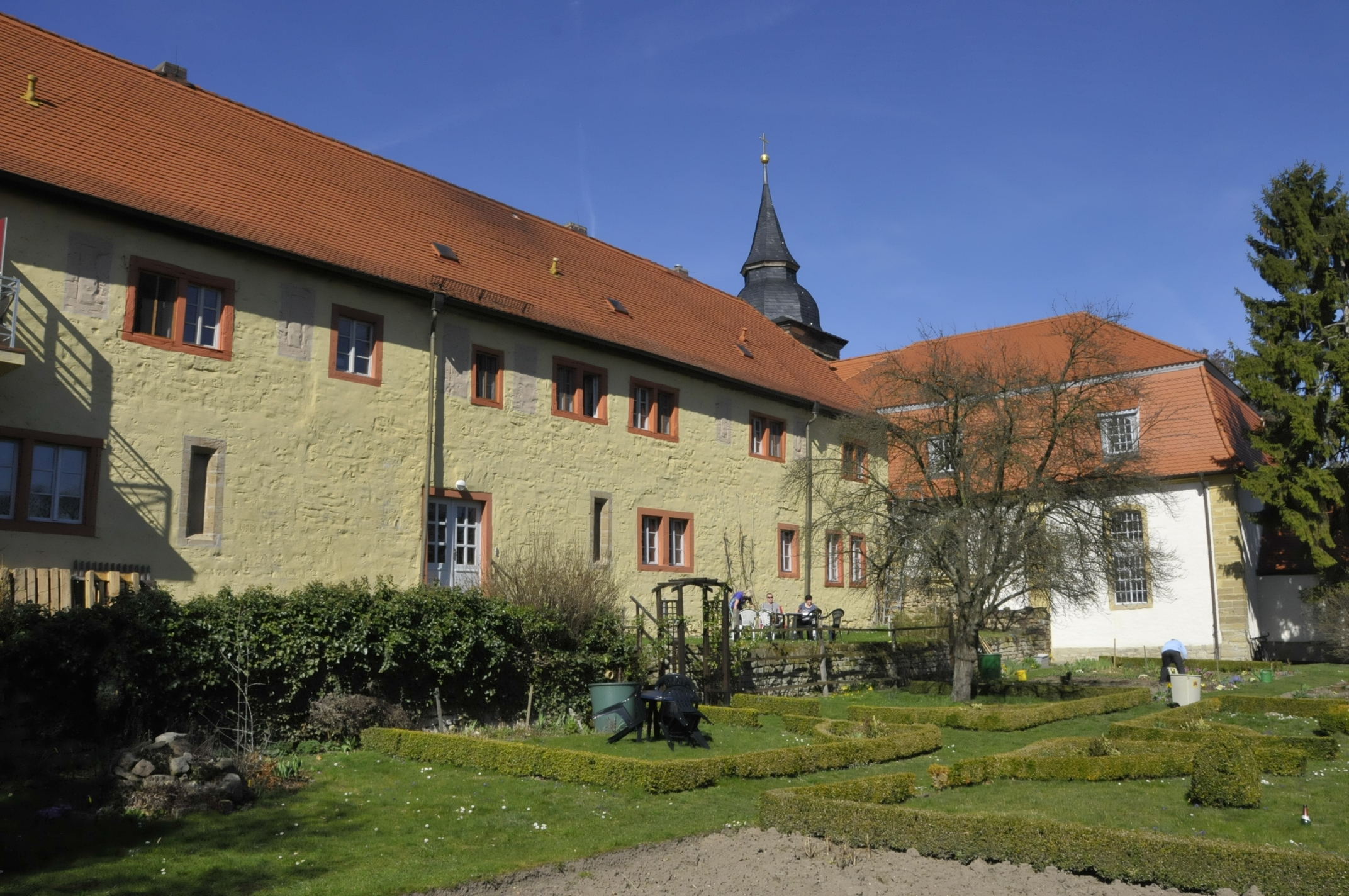
Abbaye de Donndorf (1540 à 1945)
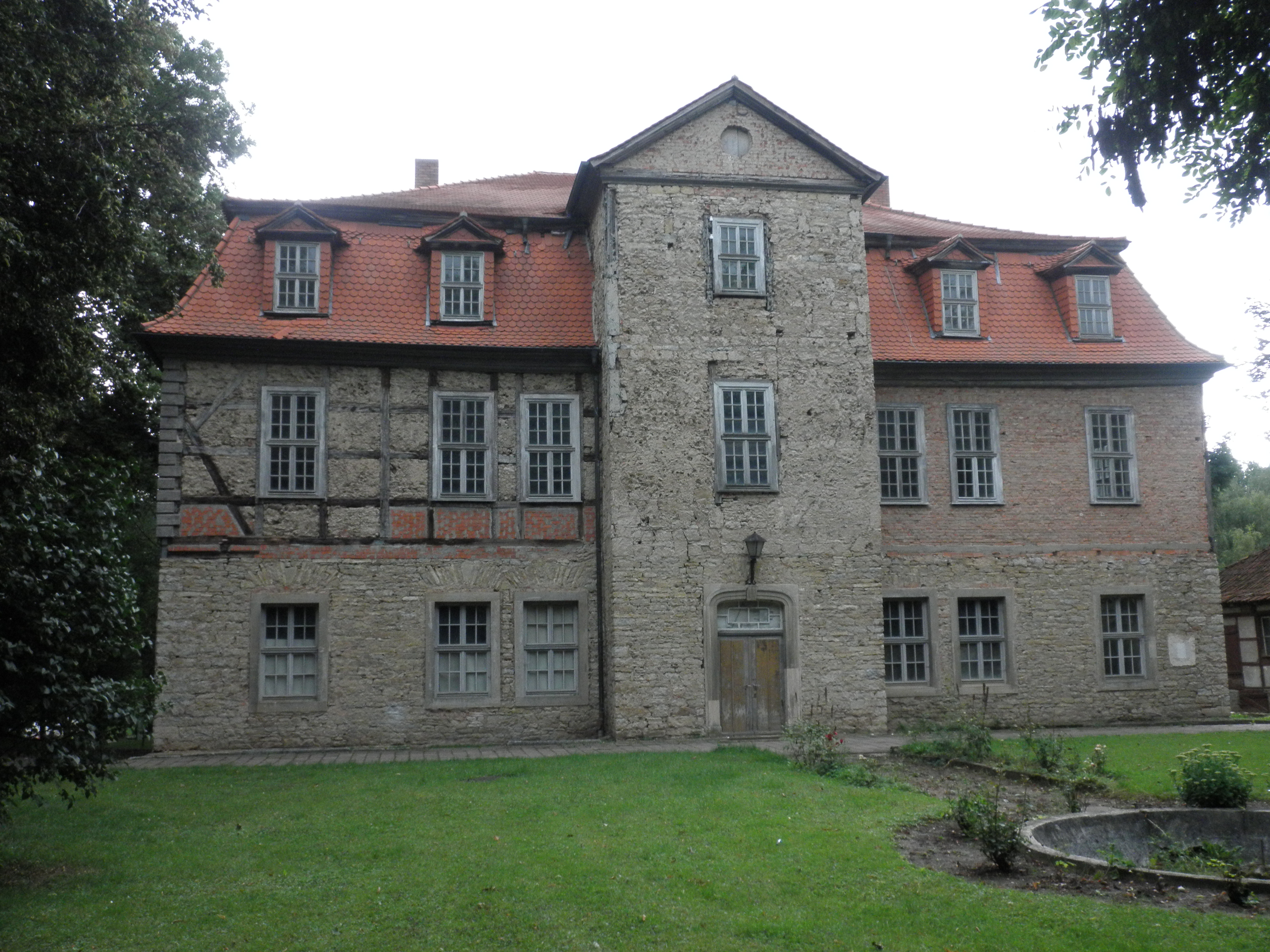
Château de Neunheilingen (de) (1638 à 1719)
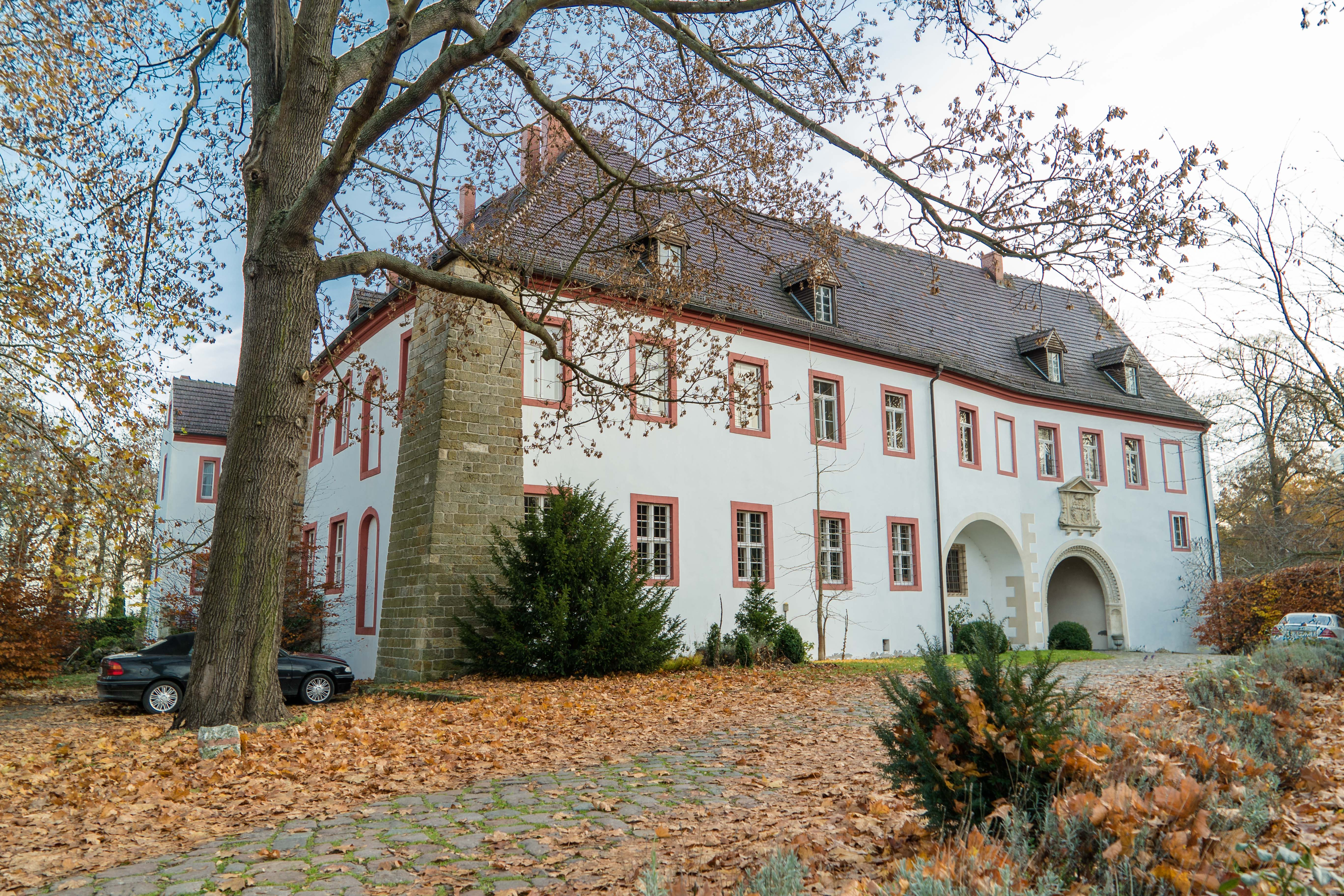
Château de Triestewitz (de) (1651-1662)
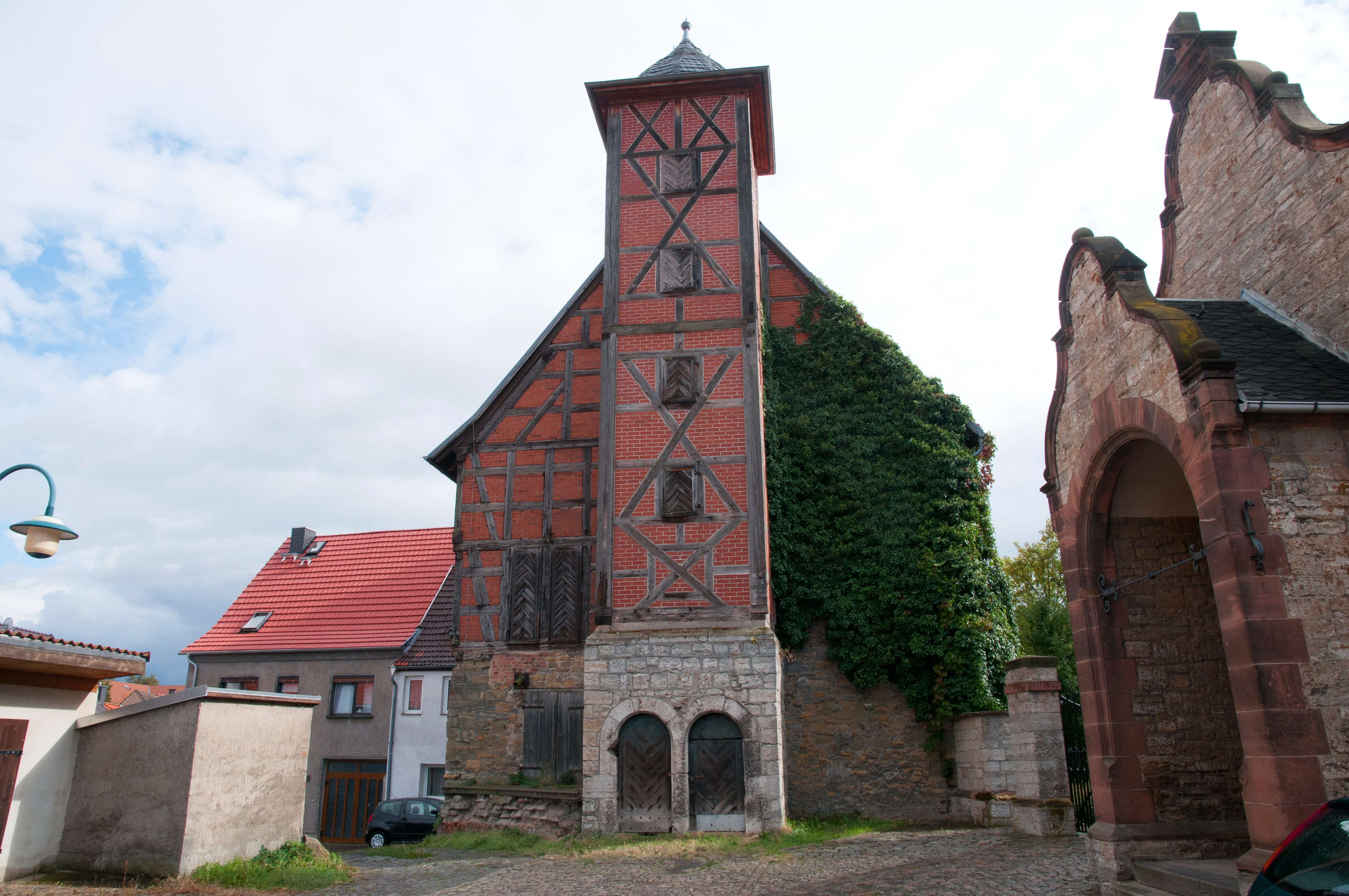
Domaine de l'abbaye de Kölleda (1662-1945)
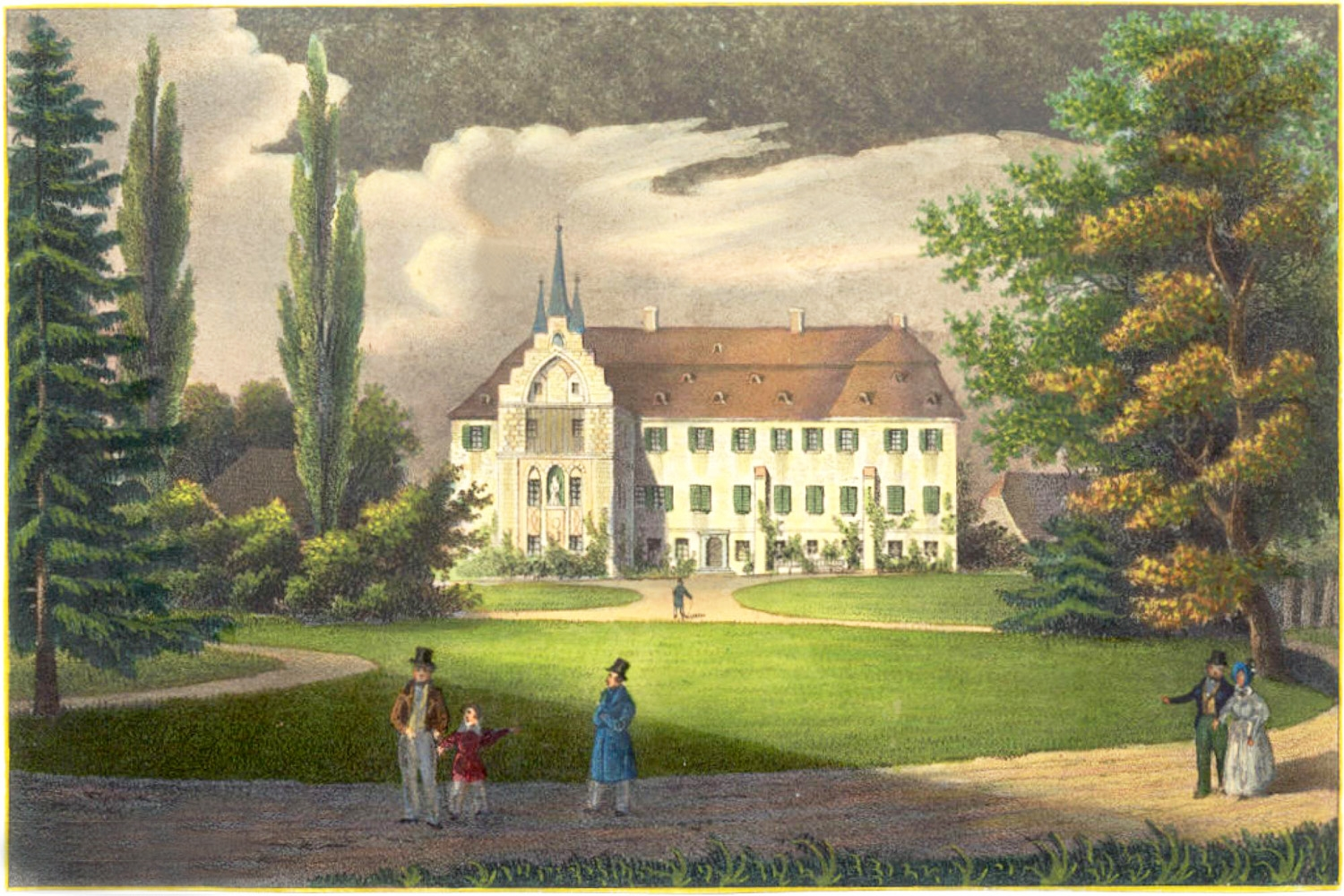
Château d'Eythra (de) (1719 à 1806)
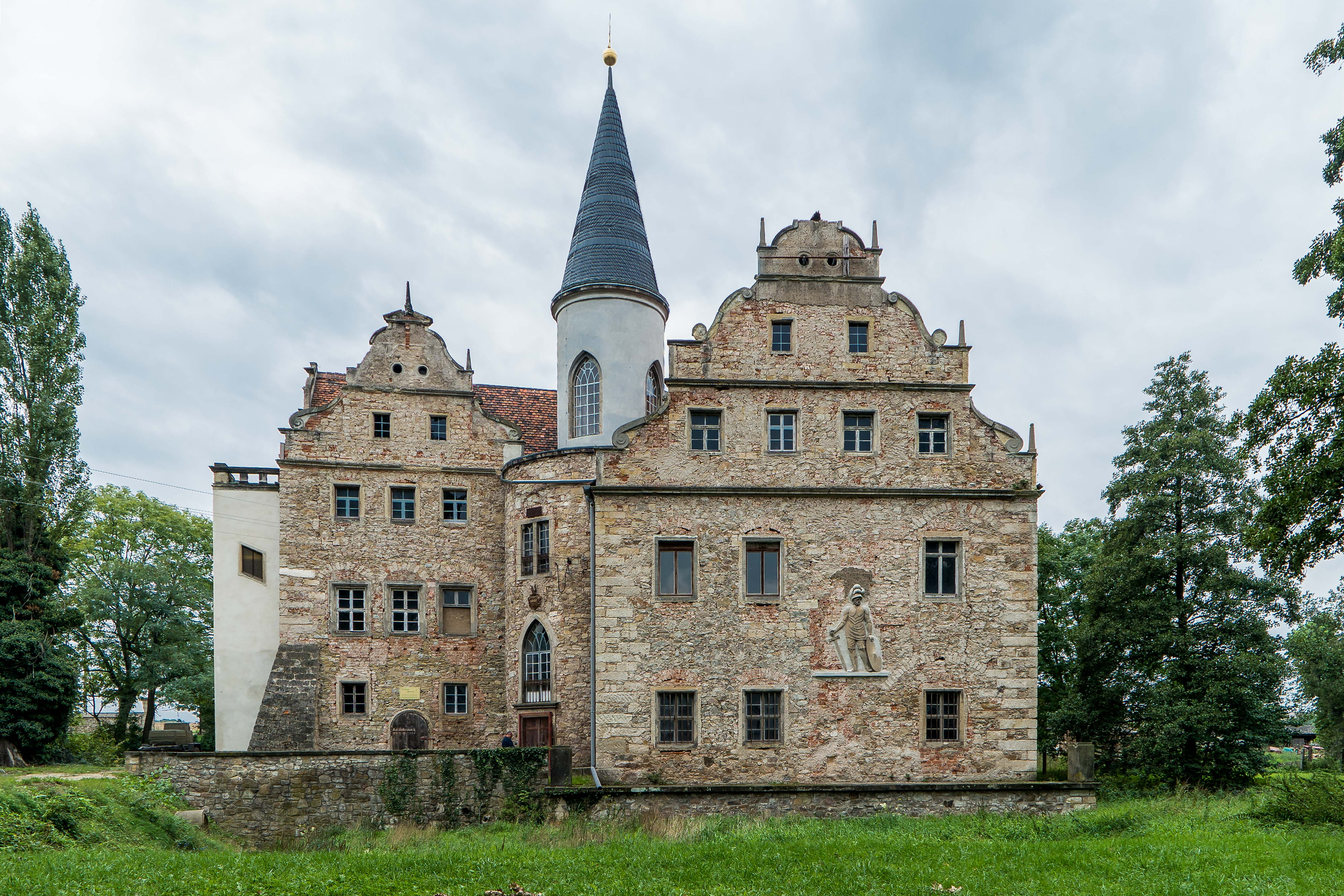
Château d'Oberau (1817-1829)
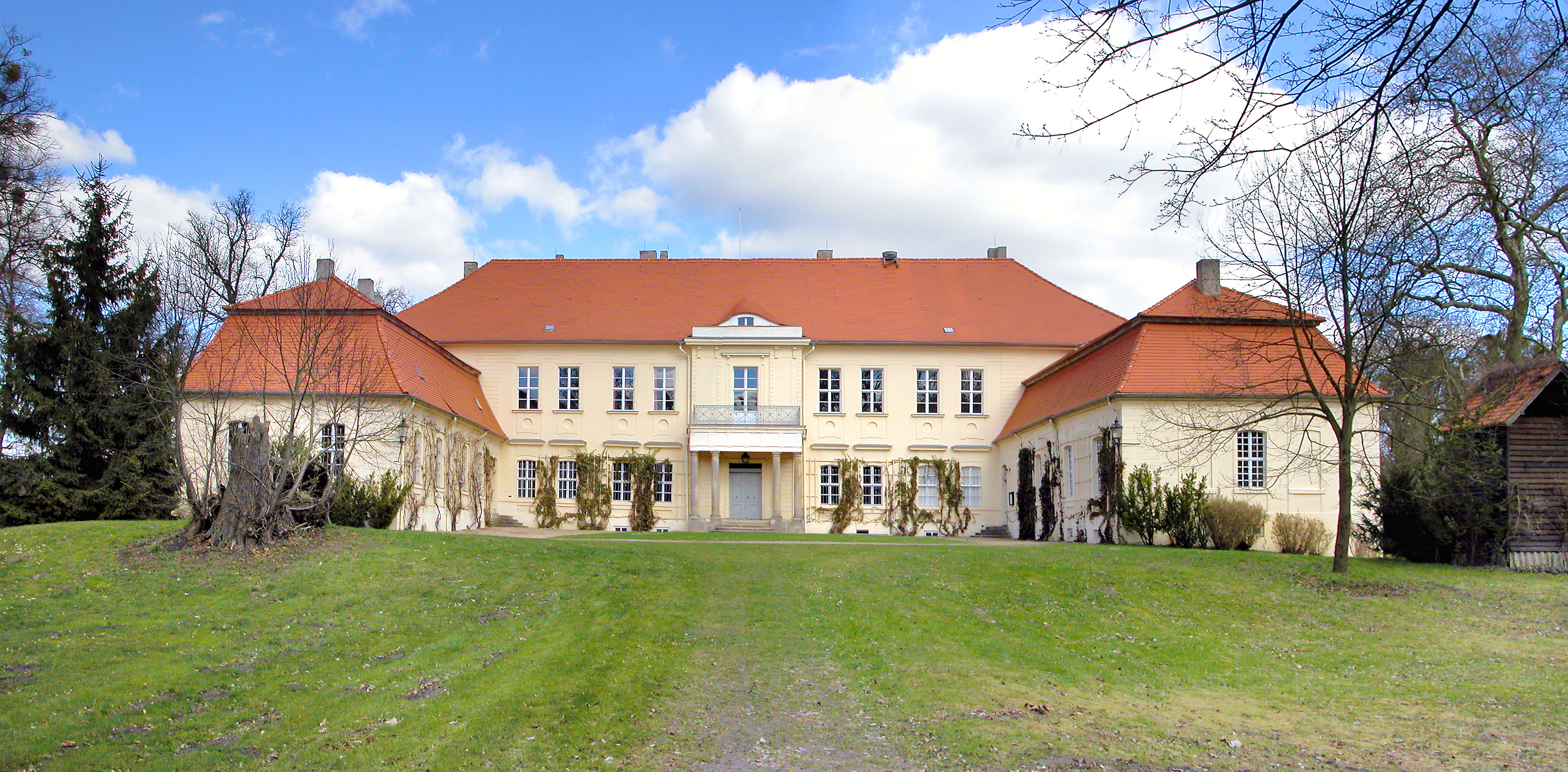
Château d'Hoppenrade (de) (1872 à 1945)
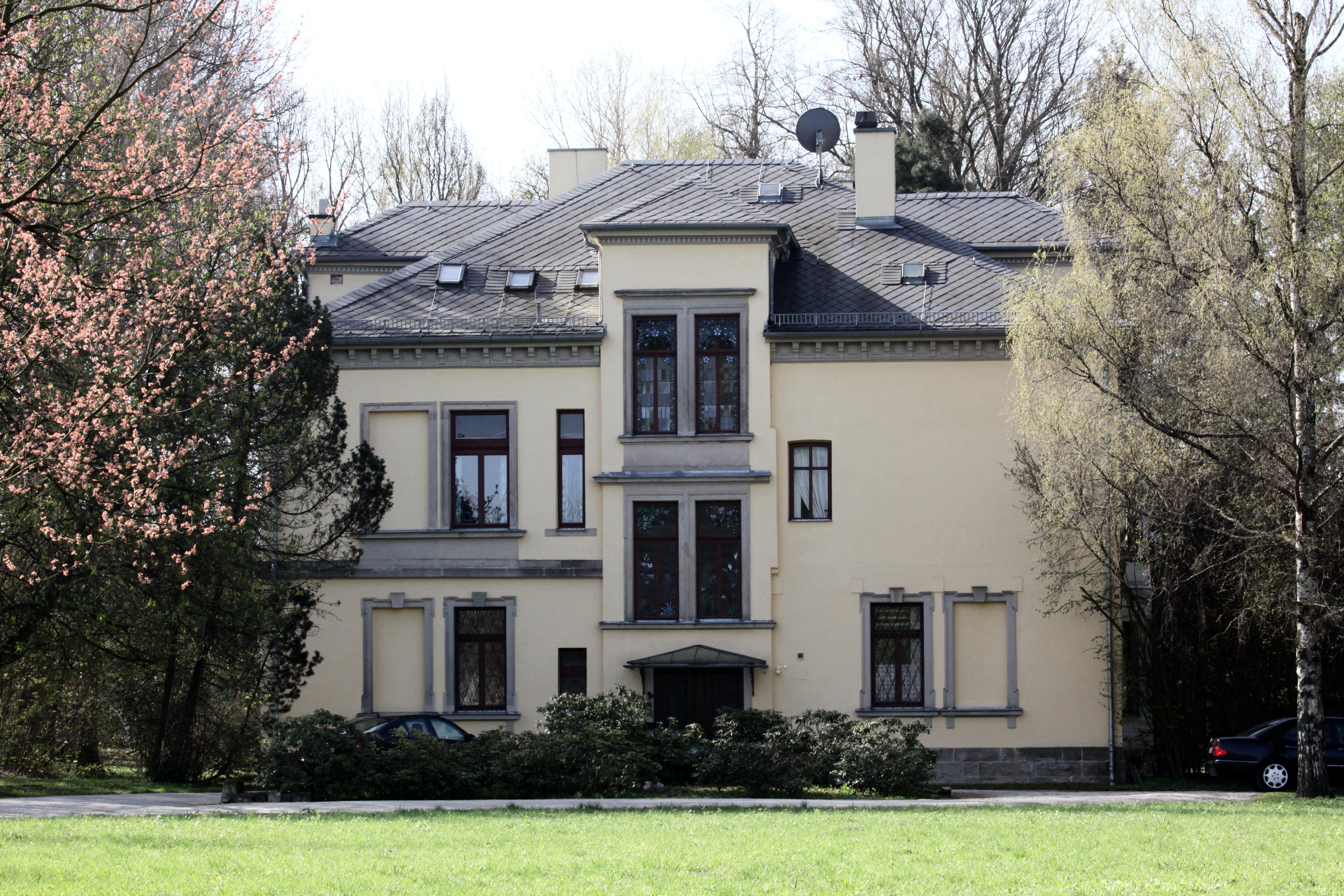
Manoir d'Esbach (1886 au XXe siècle)
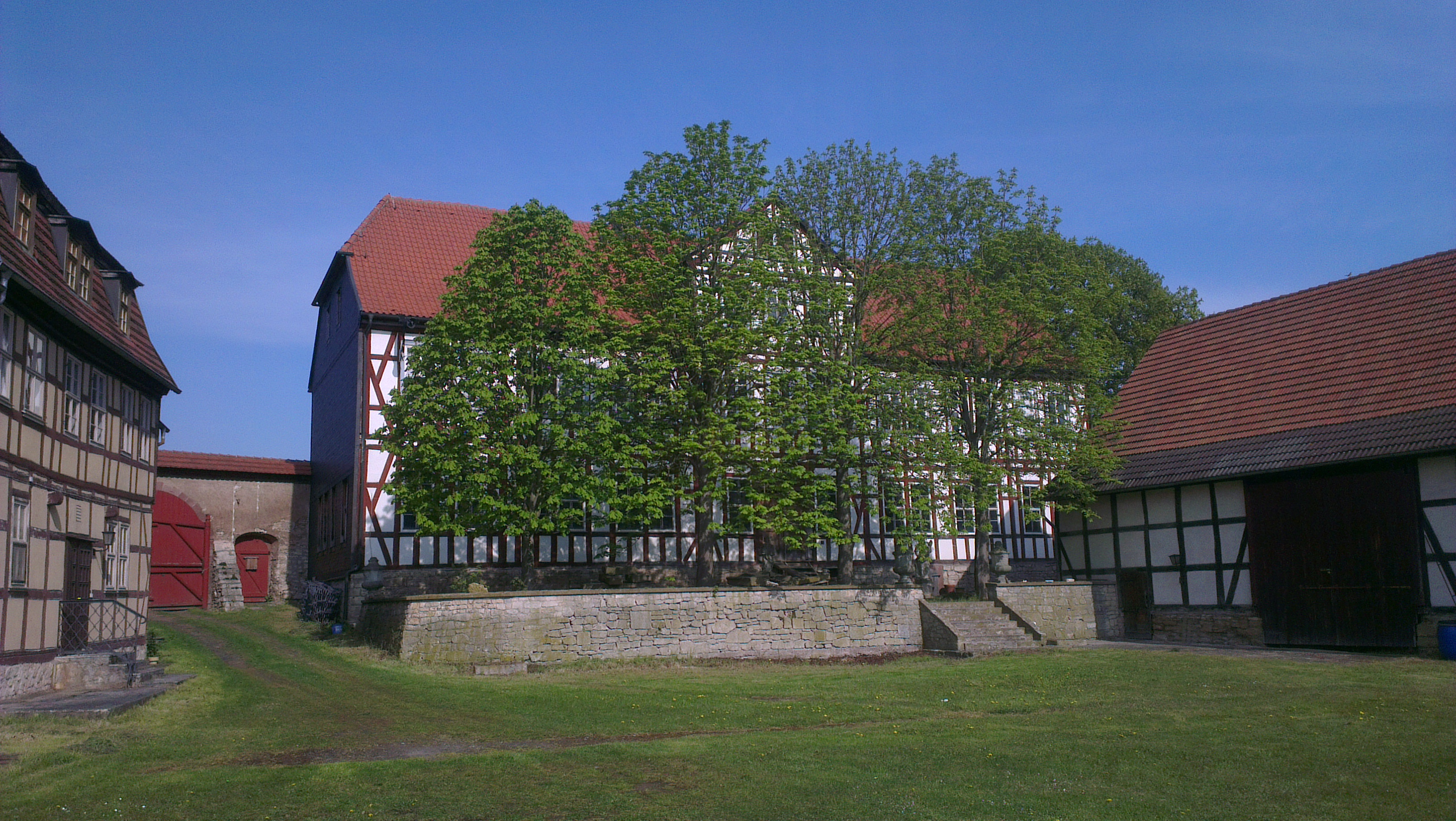
Château Hue de Grais (de) Wolkramshausen (aujourd'hui en possession)

Dans l'église Saint-Wigbert de Kölleda (de) se trouvent des épitaphes de la famille datant de la Renaissance et du baroque. Une épitaphe de la Renaissance de l'atelier Friedemann, d'une valeur historique sur l'art, existe dans l'église Saint-Philippe de Kleinwerther (de). L'église baroque de Kroppen (de), offerte par Georg von Werthern (de), contient le tombeau du comte, créé en 1721 par l'ébéniste et sculpteur de Dresde Johann Benjamin Thomae (de). D'autres tombes se trouvent également dans la crypte de l'abbaye de Donndorf et dans le lieu de sépulture héréditaire du cimetière de Beichlingen. De plus, trois épitaphes de la famille de 1390, 1395 et 1397 sont conservées dans la chapelle Saint-Cyriaque (de) de Nordhausen.

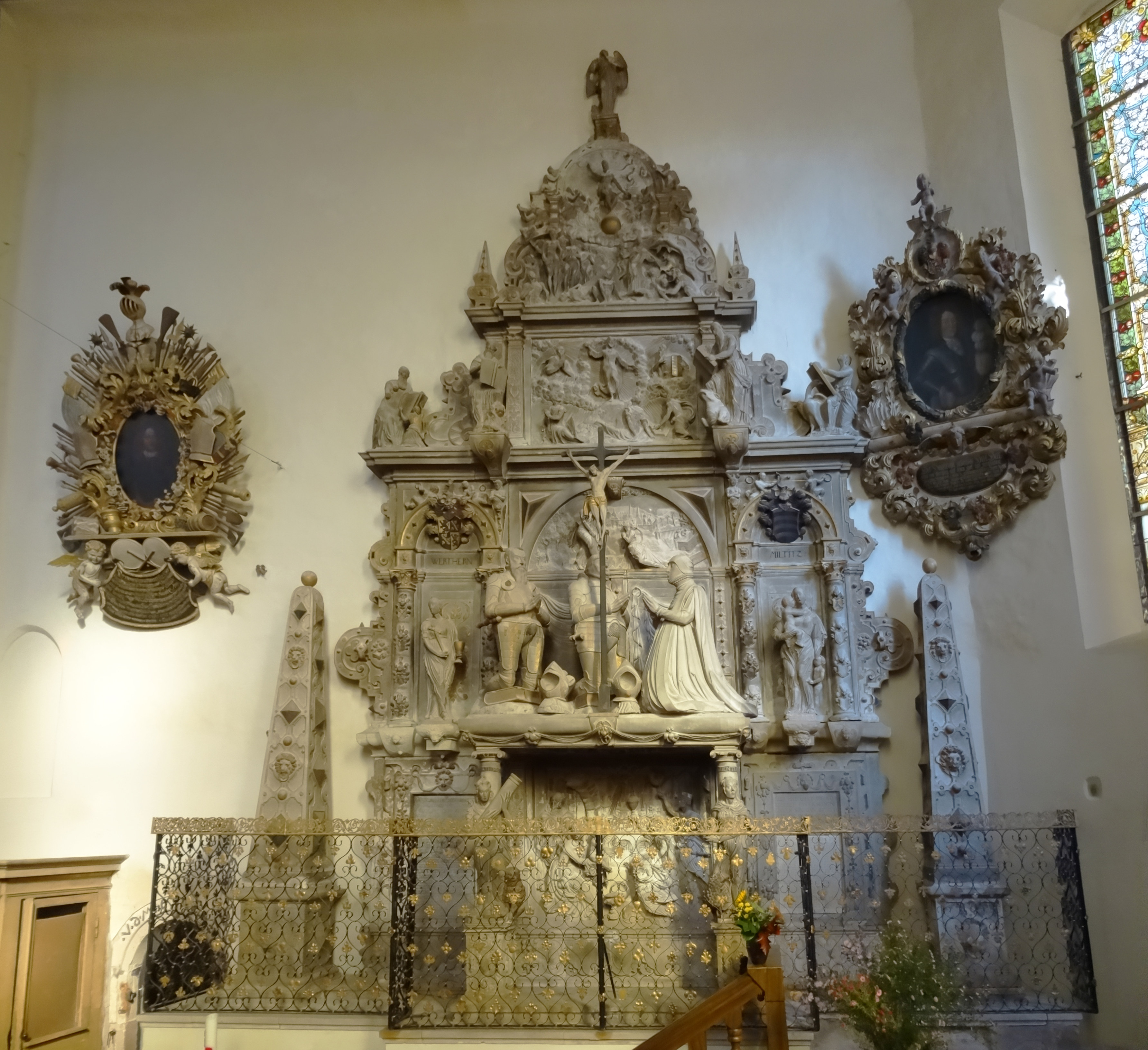
Épitaphes à l'église Saint-Wigbert de Kölleda
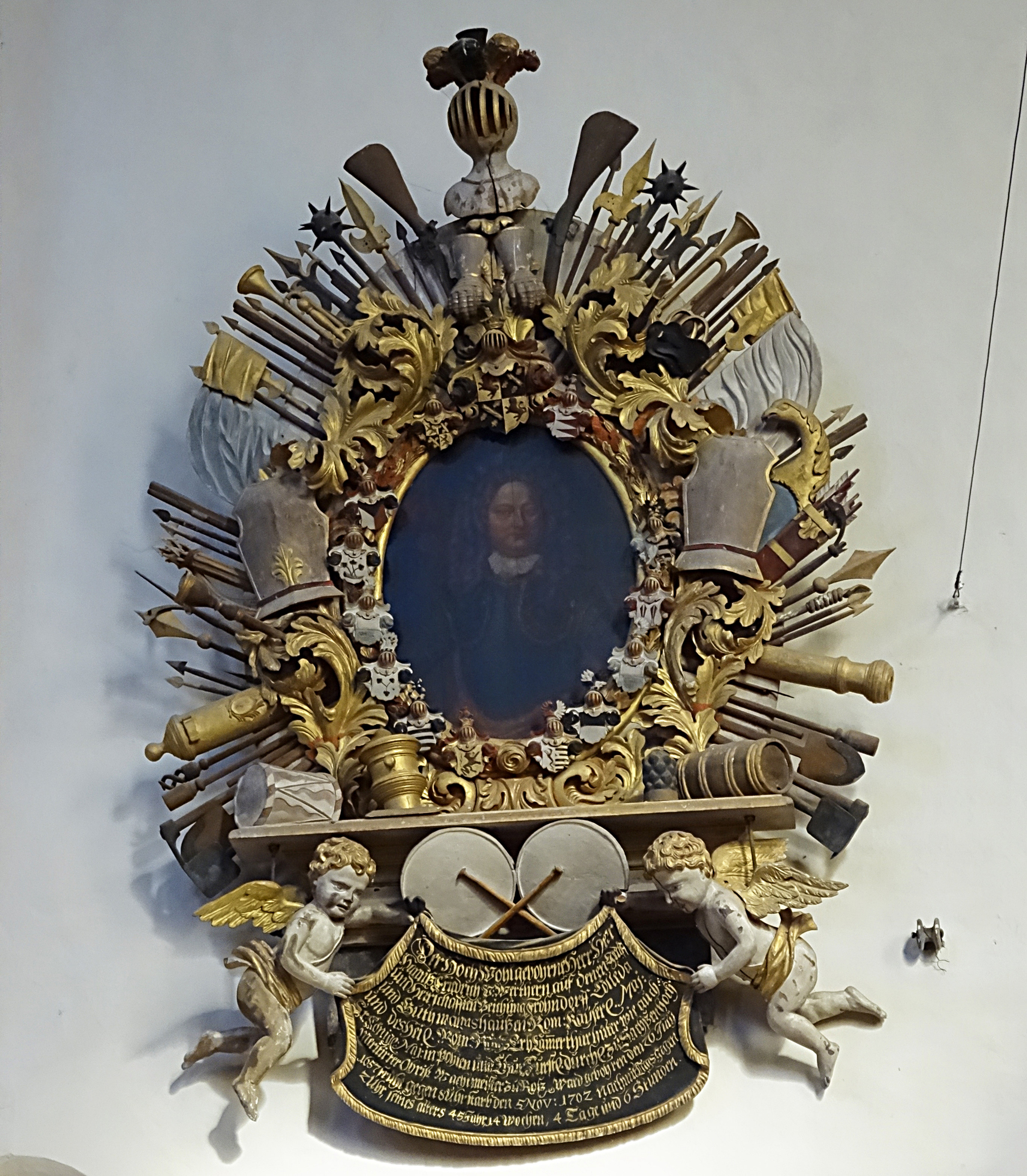
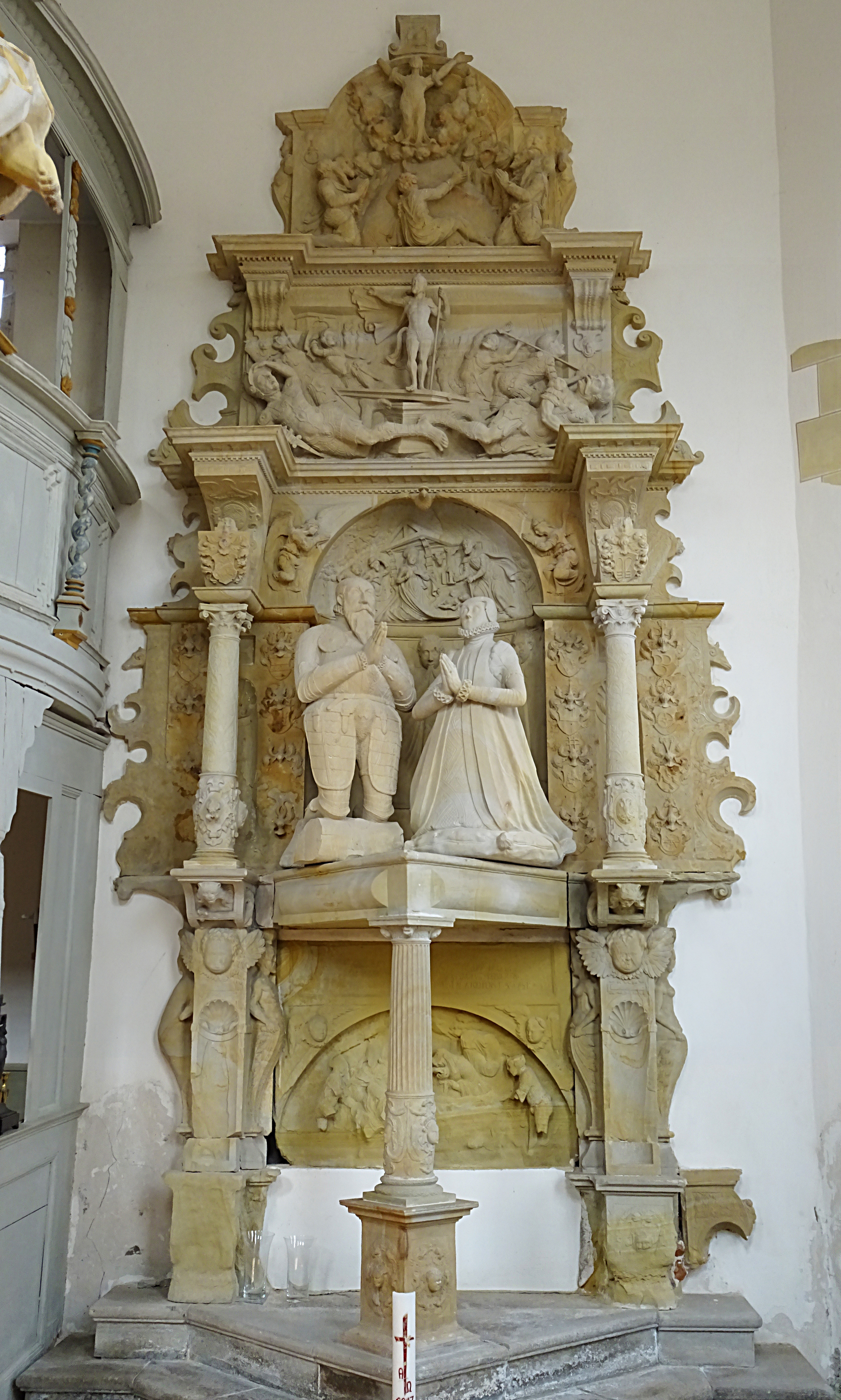
Épitaphe Philip et Anna von Werthern à Kleinwerther (vers 1580)

## Blason

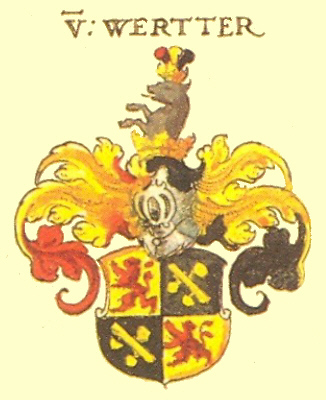
Armoiries de la famille von Werthern

### Armoiries familiales
- Les armoiries de la famille montrent une branche d'arbre dorée inclinée avec trois feuilles dorées (généralement 2:1) sur fond noir. Sur le casque recouvert de noir et d'or se trouve un ours noir (ou un loup de couleur naturelle) couronné d'or (avec un collier en or), la couronne étant ornée de trois plumes d'autruche (noir-or-noir).
- Le sceau des armoiries d'Anthonius von Werthern (de) montre encore une branche de chêne à trois feuilles en 1490 et un ours (ou loup) marchant ; cependant, la queue caractéristique du loup qui indiquerait cela est absente de l'impression du sceau.
- En 1420, la famille reçoit des armoiries élargies, qui comprenaient les armoiries du règne de Werthern. Les armoiries étendues sont en quartiers, 1 et 4 montrent un lion rouge couronné d'or droitier en or, et 2 et 3 montrent les armoiries de la famille. Le casque, recouvert de rouge et d'or à droite et de noir et d'or à gauche, reste décoré comme les armoiries familiales, les trois plumes d'autruche sont colorées de rouge, d'or et de noir.
- Les armoiries du comte sont divisées trois fois et divisées une fois, avec un champ d'insigne rouge en bas. Un bouclier cardiaque est placé, comme en 1420.

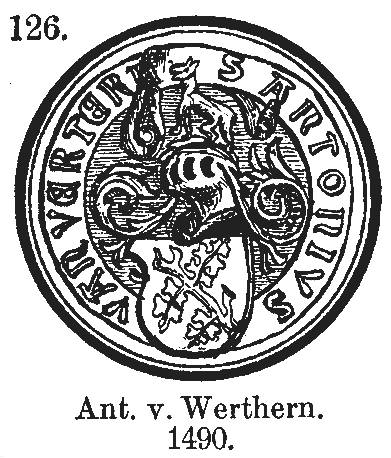
Sceau d'Anthonius von Werthern, 1490
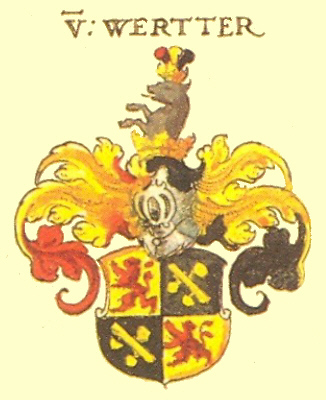
Armoiries de ceux de Werthern dans le livre des armoiries de Siebmacher (1605)
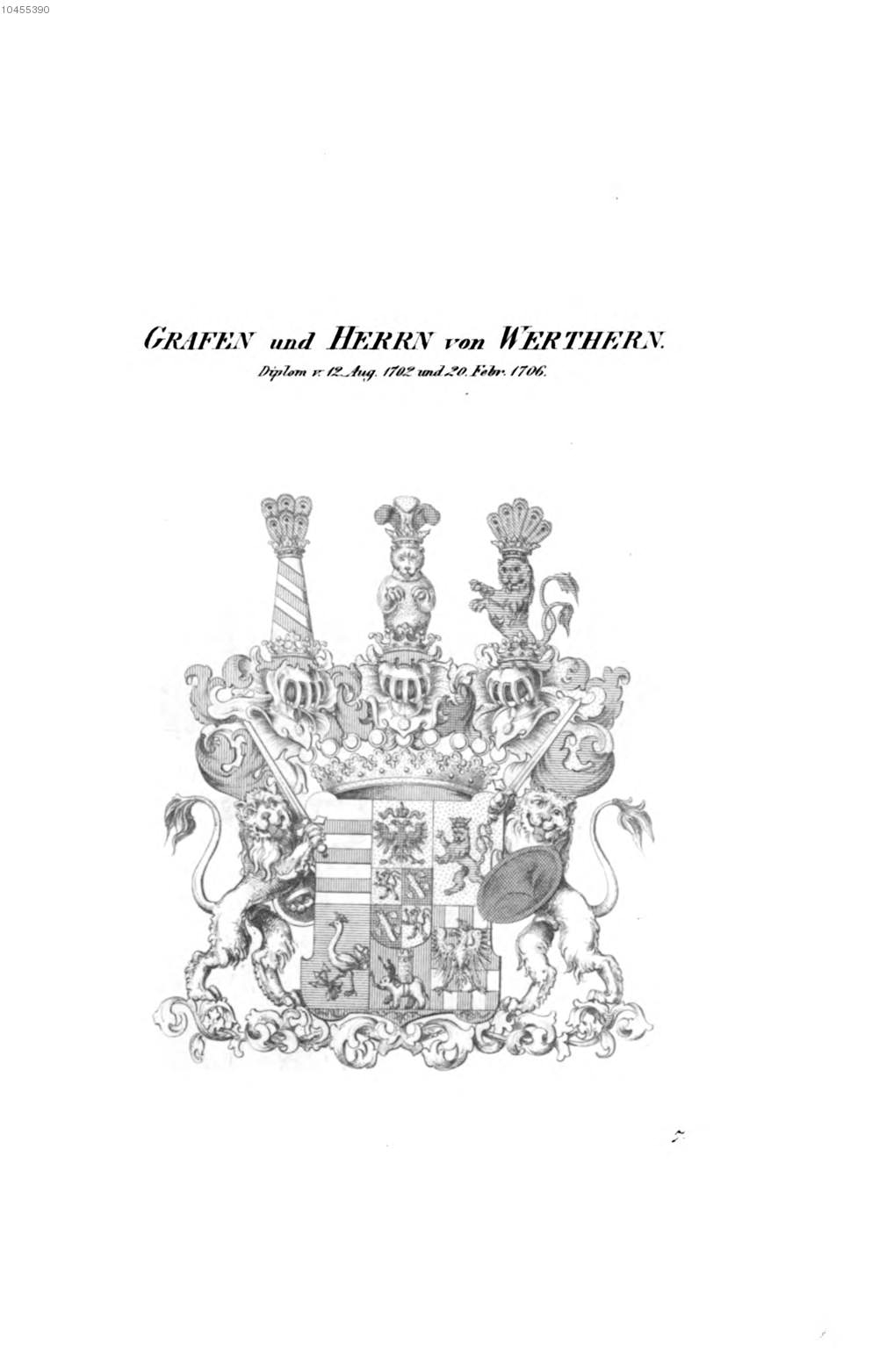
Comtes de Werther
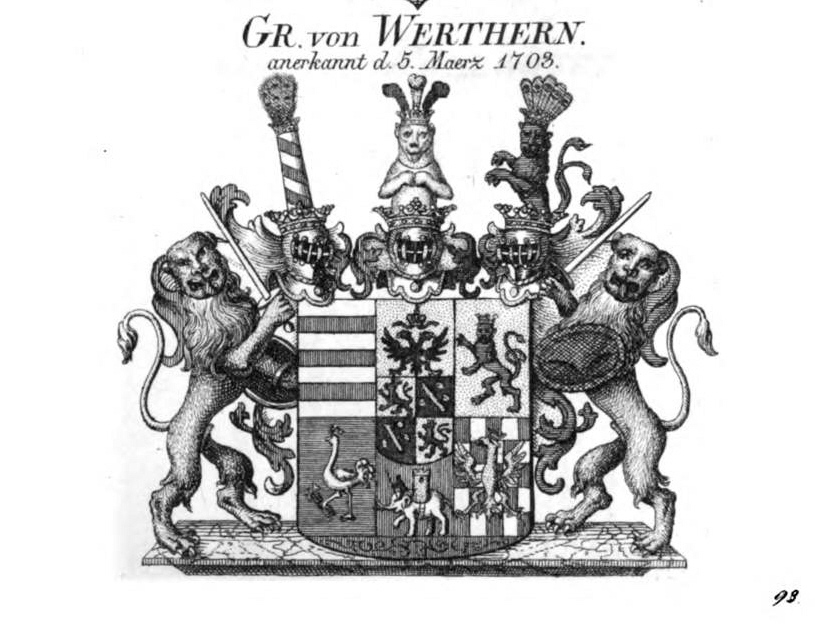
Armureries comtales
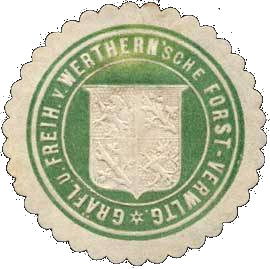
Sceau de l'administration forestière de Werthern
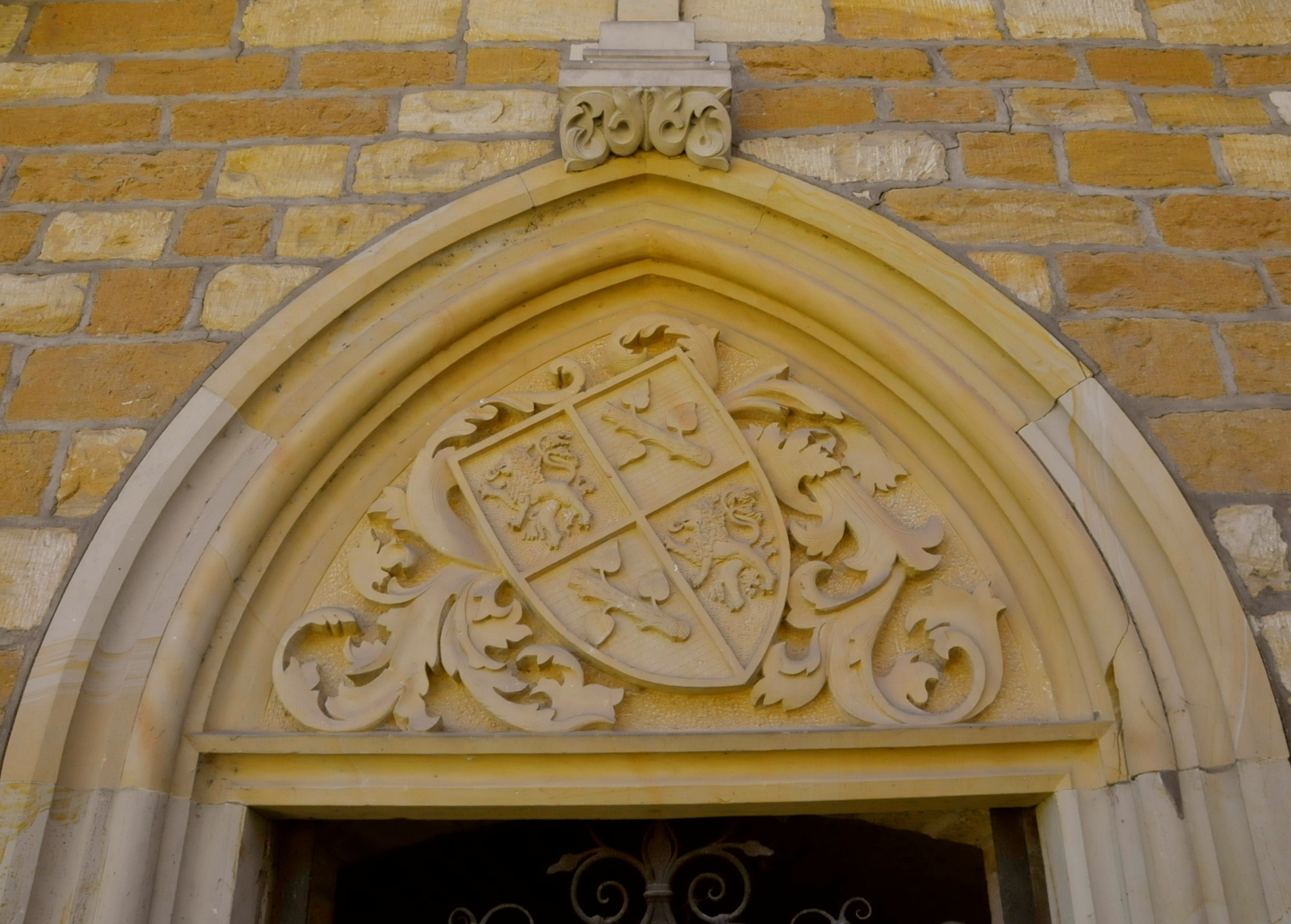
Armoiries au-dessus de la crypte Werthern de l'église de l'abbaye Saint-Laurent de Donndorf (de)
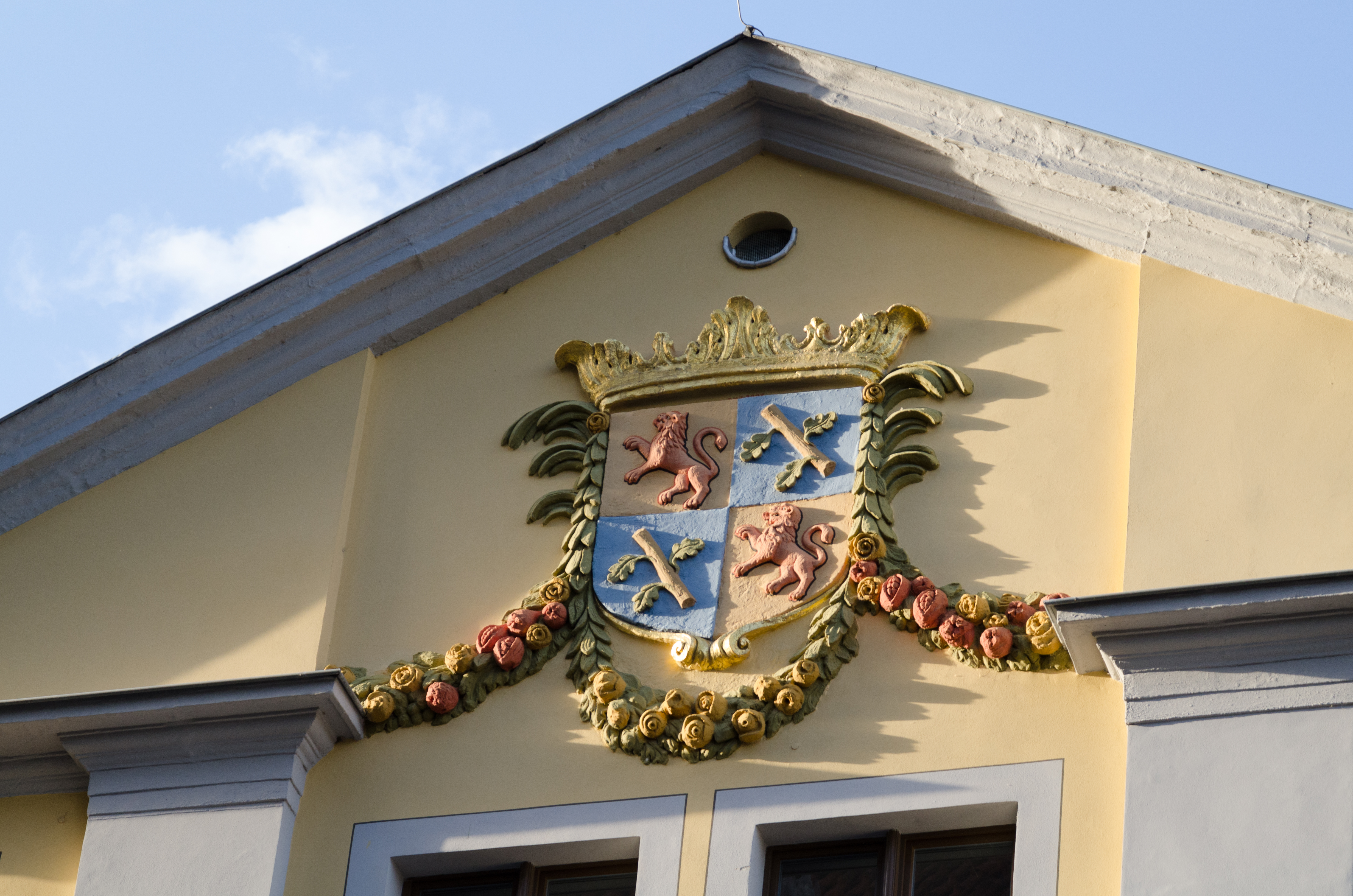
Armoires du prévôt de la cathédrale (place de la cathédrale 3) à Naumbourg
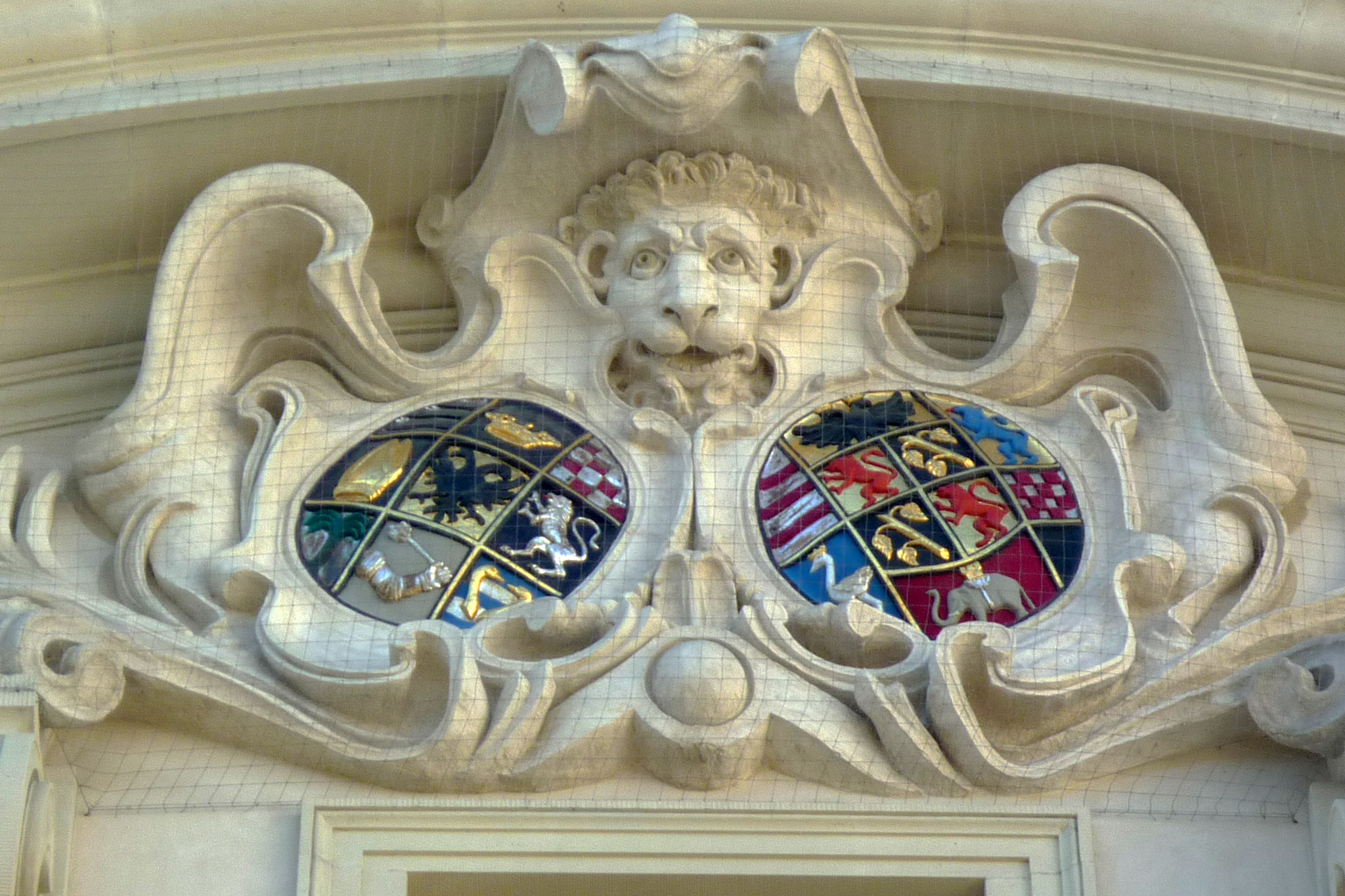
Armureries de l'alliance de Hoym/ de Werthern au Palais Beichlingen à Dresde
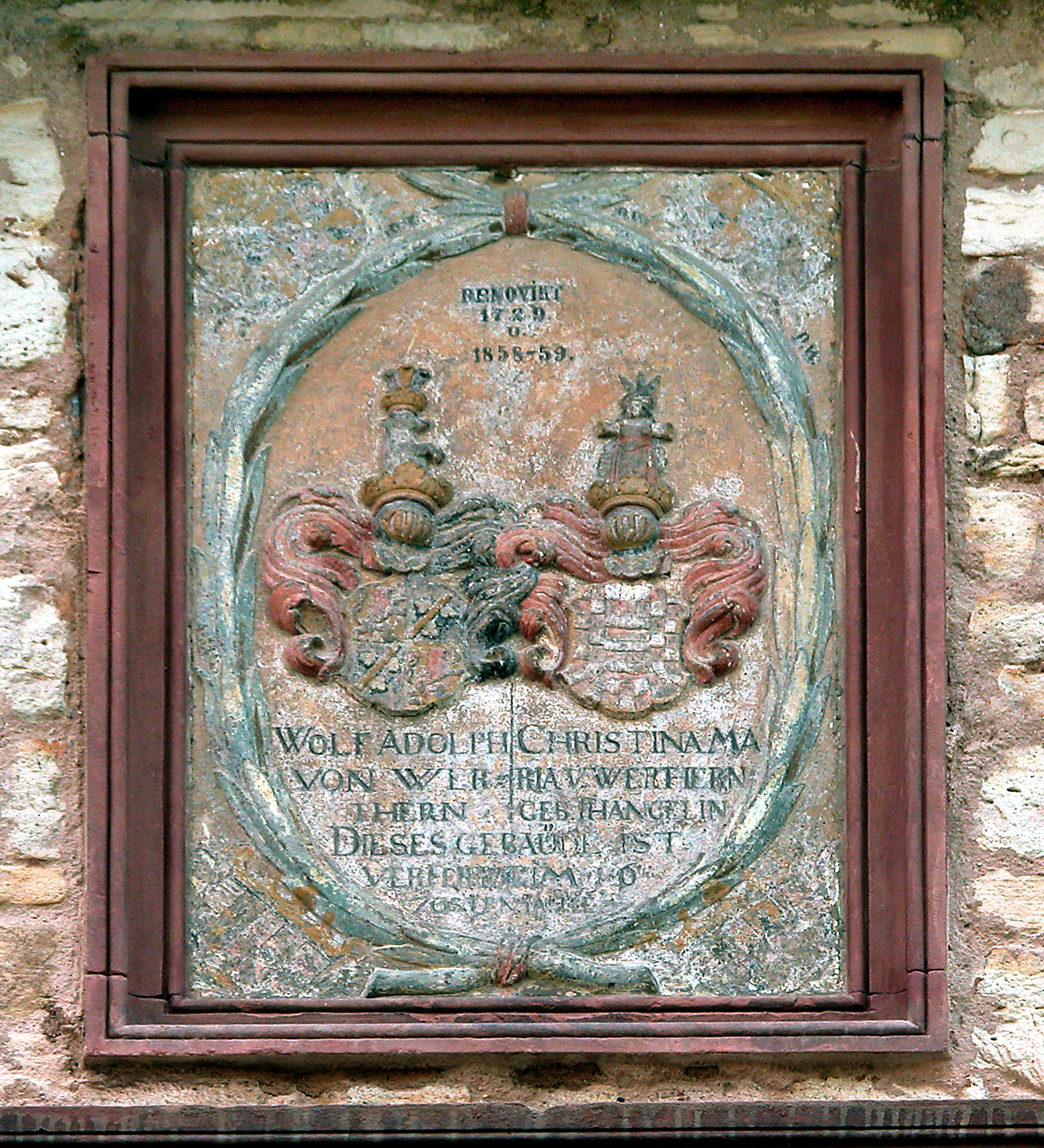
Armureries de l'alliance Tangel (de)/von Werthern au château de Wiehe
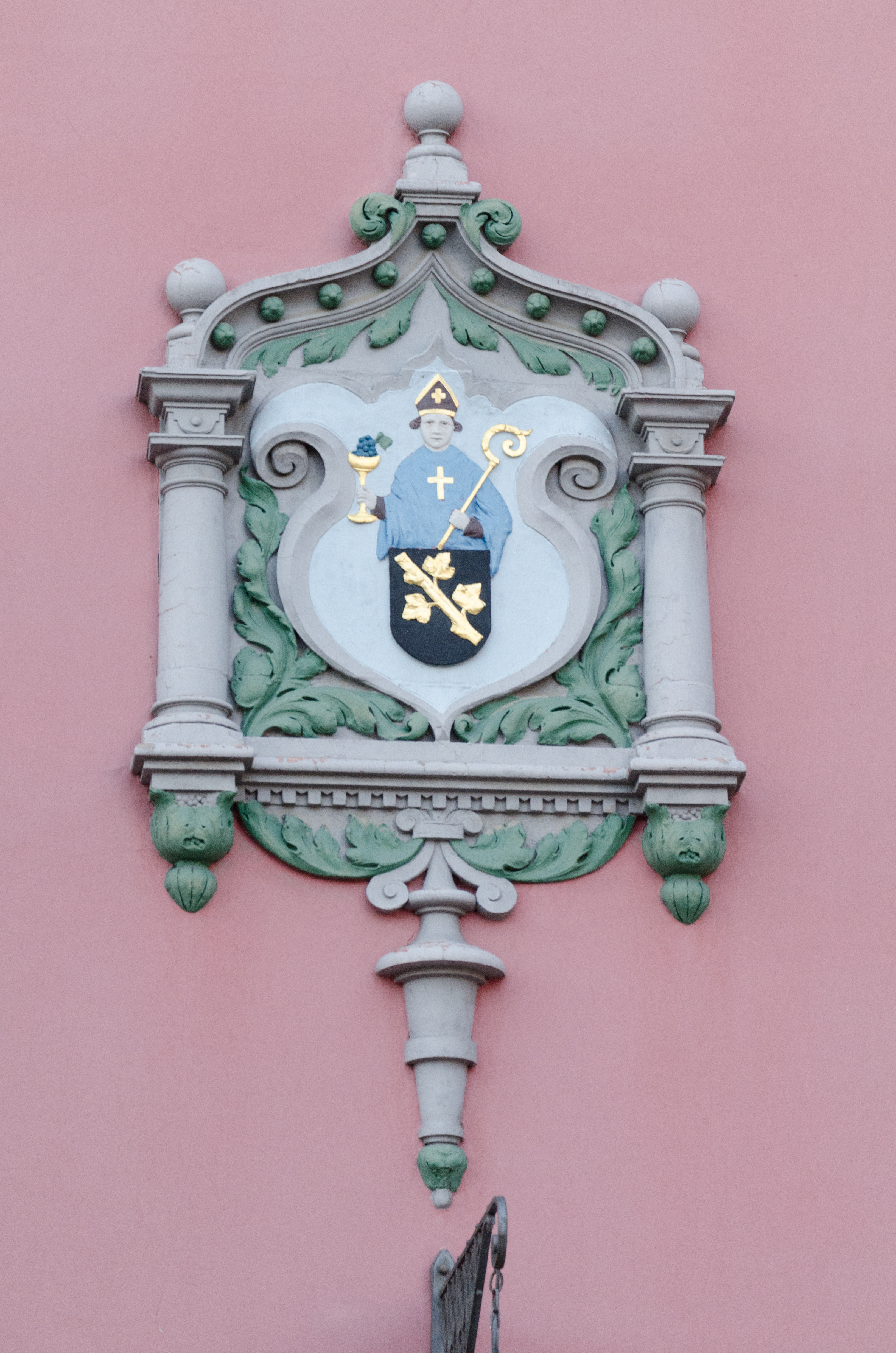
Armoires de la ville de Kölleda à la mairie
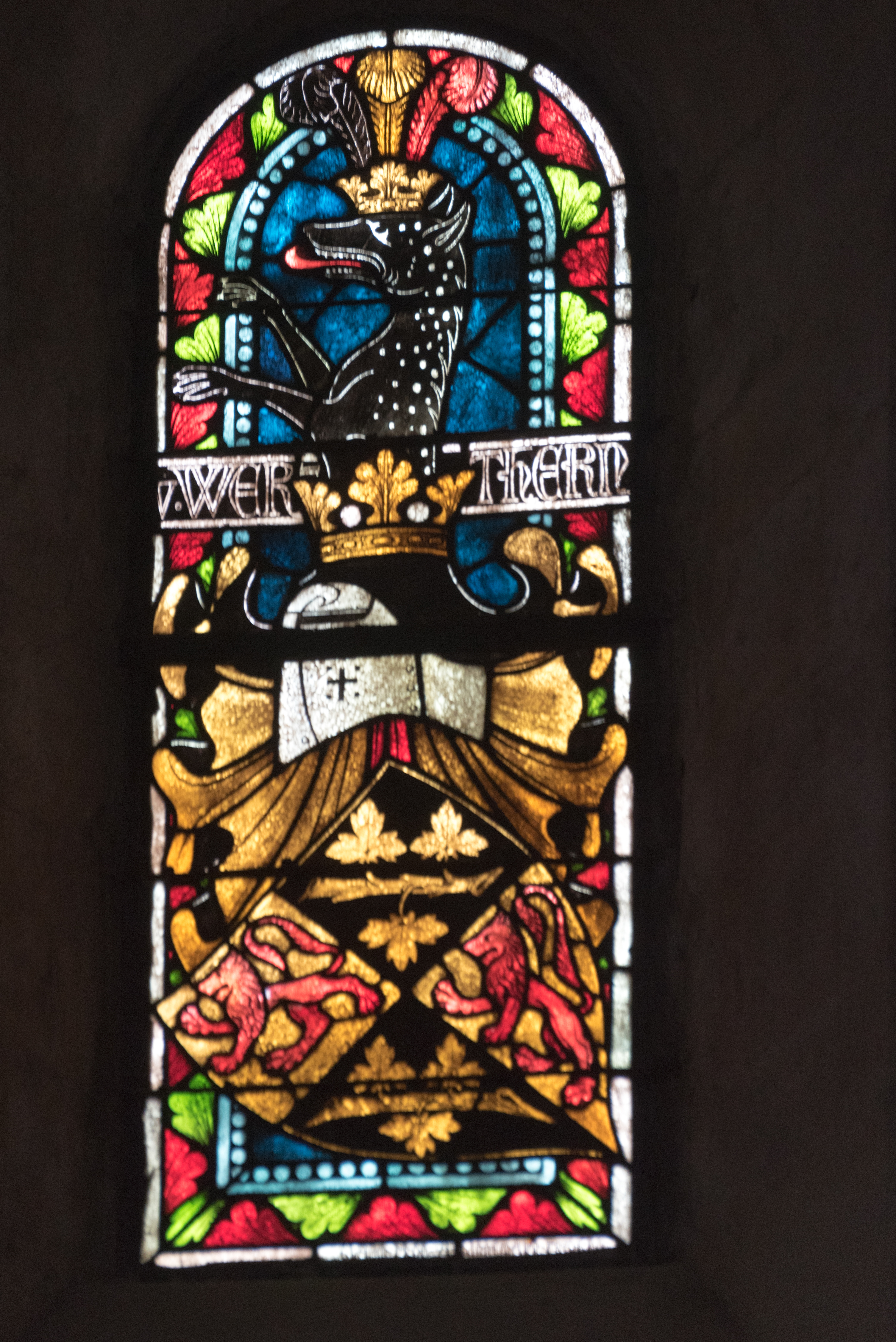
Vitrail dans l'allée de la cathédrale de Naumbourg

### Armoiries locales en lien avec la famille von Werthern
Quelques blasons régionaux de localités et de communes dans les anciennes terres d'origine autour de la Hohe Schrecke, au nord-est de la Thuringe, laissent aujourd'hui encore apparaître par leur composition l'ancienne possession ou influence des von Werthern.

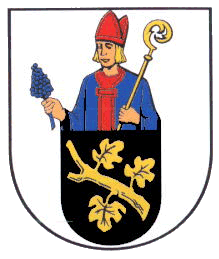
Armoiries de la ville de Kölleda (de)
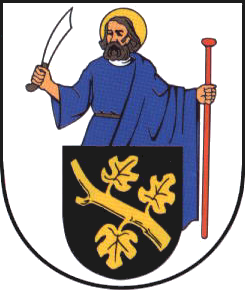
Armoiries de l'ancienne ville de Wiehe
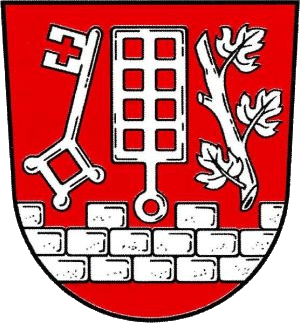
Armoiries de Großmonra
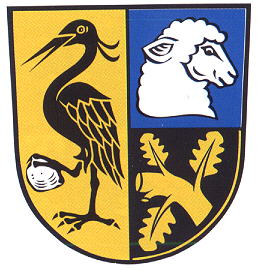
Armoiries de Bachra
Armoiries de Kleinwerther
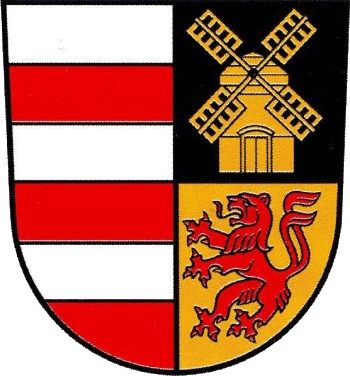
Armoiries de Beichlingen

## Personnalités

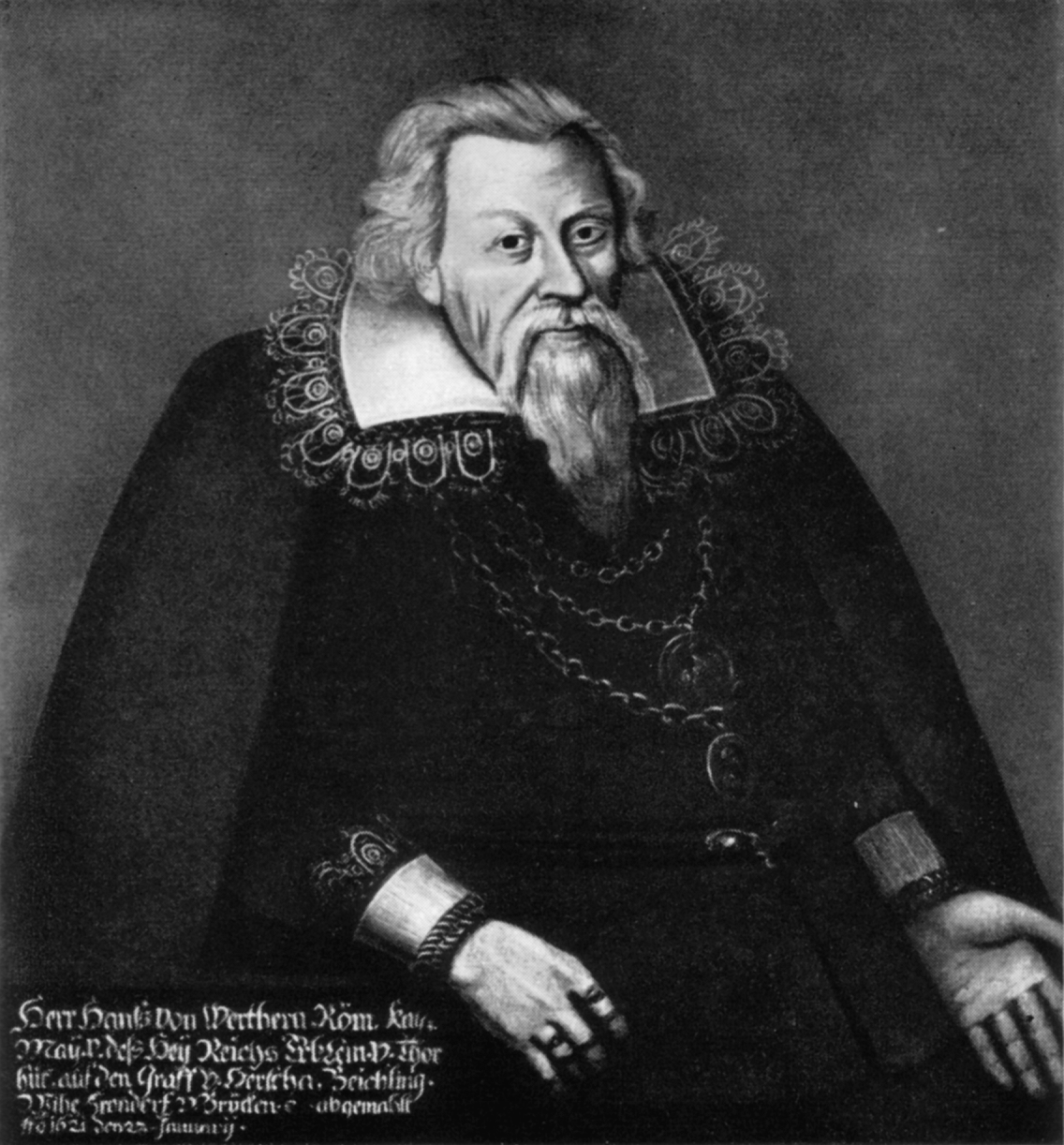
Hans von Werthern (de) (1443-1533)
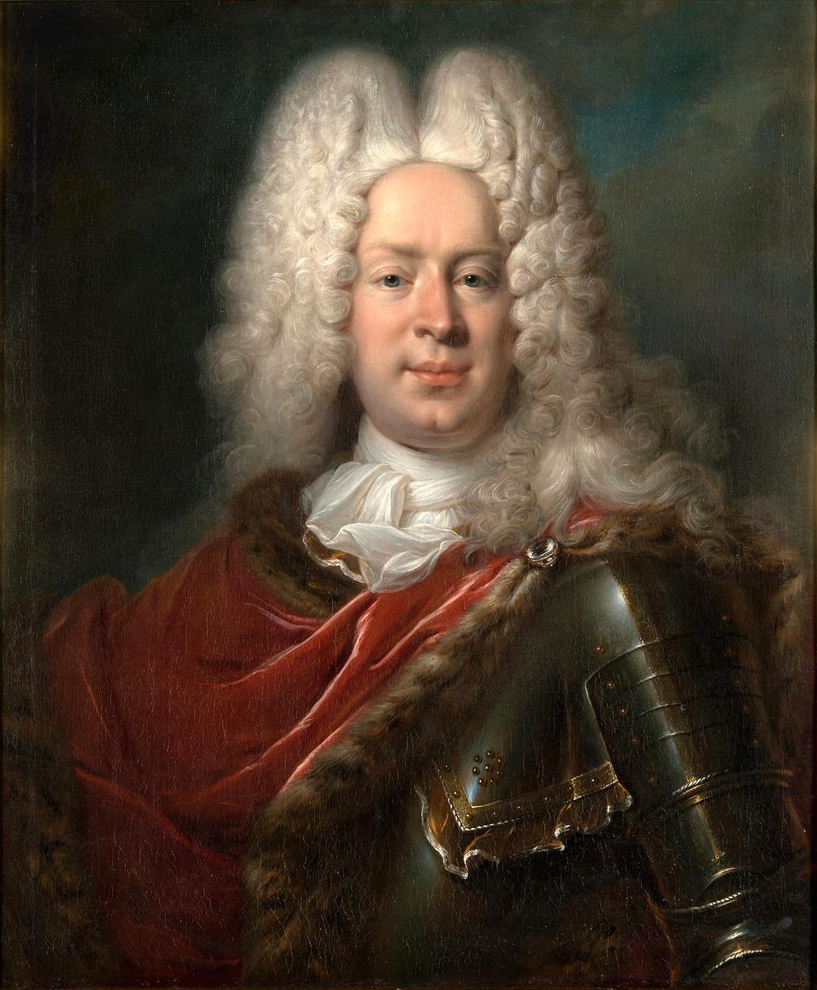
Georg von Werthern (de) (1663-1721), ministre
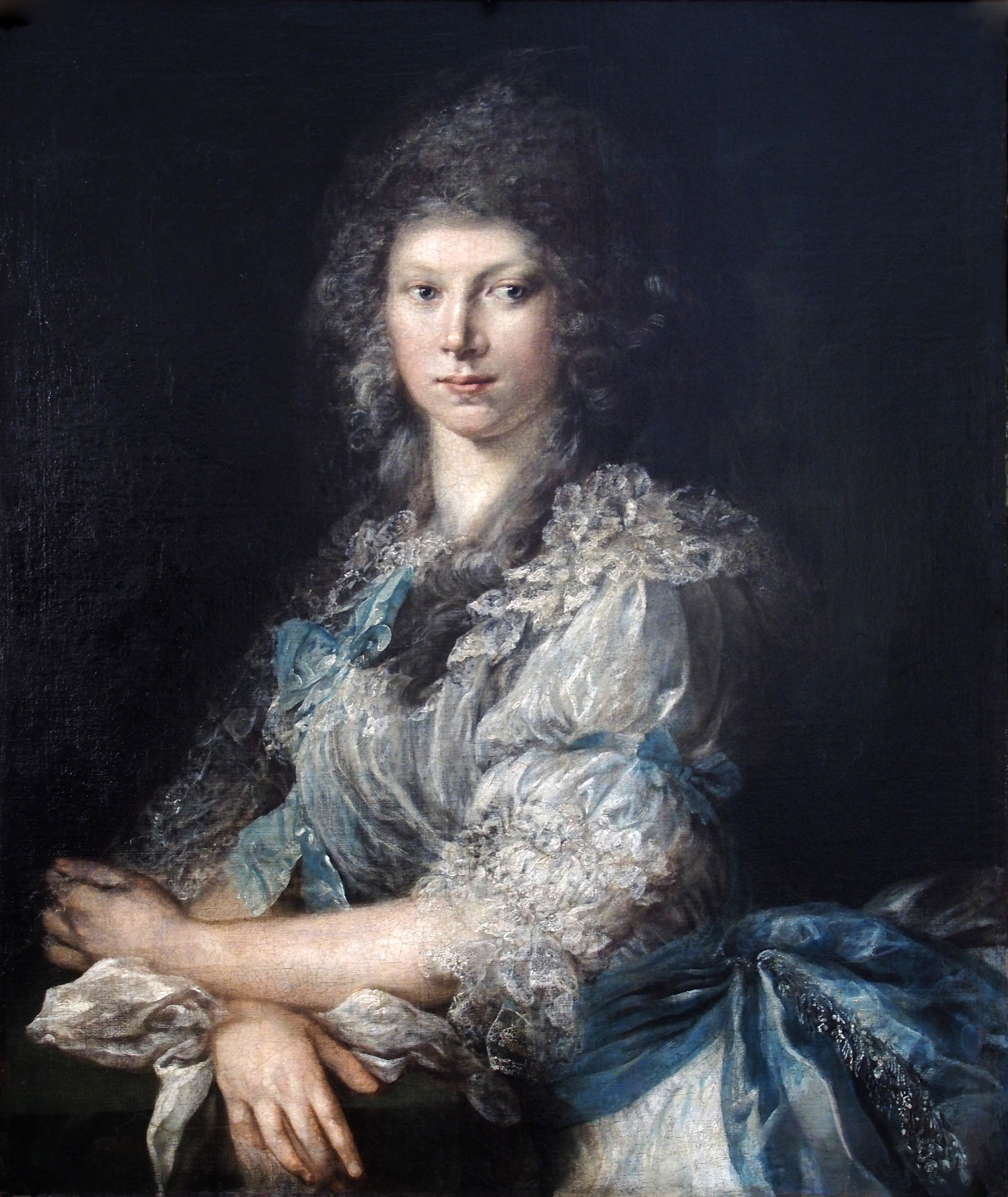
Luise Juliane Cecilie baronne von Werthern (1773-1831), mère d'Ottobald von Werthern (de)
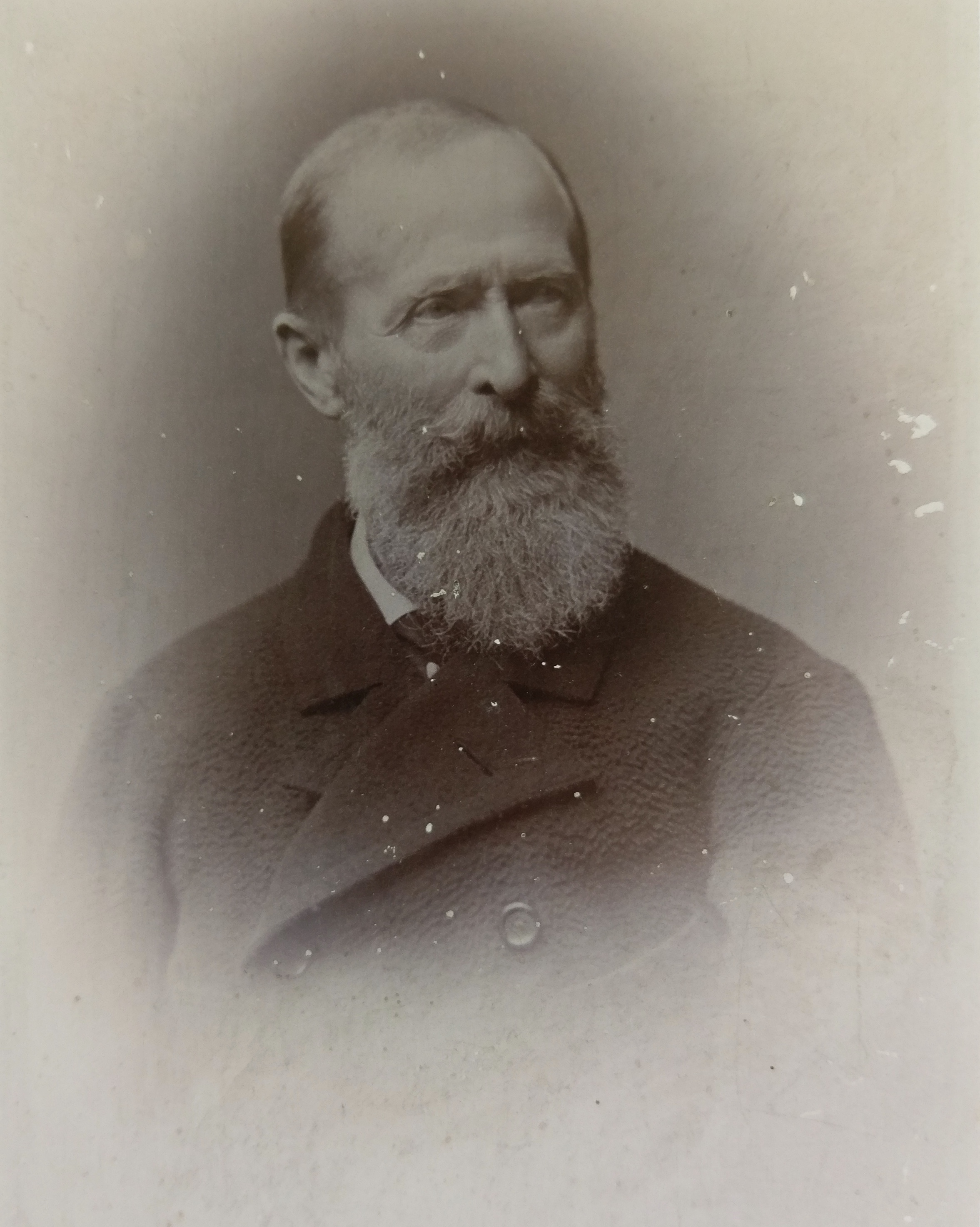
Georg von Werthern-Beichlingen (de) (1816-1895), diplomate
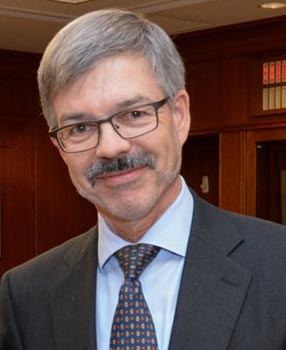
Hans Carl von Werthern (de), diplomate

- Alfred von Werthern (de) (1842-1908), général de division prussien
- Anthonius von Werthern (de) (mort en 1513), conseiller des comtes de Stolberg, maréchal et conseiller de l'électeur de Brandebourg et de l'archevêque de Magdebourg
- Dietrich von Werthern (de), également von Wert(h)erde ; (vers 1400-1470), seigneur de Wiehe, ancêtre de tous les von Wertherns d'aujourd'hui
- Dietrich von Werthern (de), également Dietrich Werther ou Dietrich von Wert(h)erde ; (vers 1410-1482), chancelier des comtes de Stolberg au pouvoir depuis 1462
- Dietrich von Werthern (1468-1536), chancelier de l'ordre teutonique auprès du grand maître de Prusse-Orientale, conseiller du duc Georges de Saxe[8]
- Dietrich von Werthern (l'Éclaireur) (de) (1613-1658), Conseil d'appel électoral saxon, président de la Chambre, conseiller privé et, à partir de 1655, percepteur en chef des impôts
- Ernst von Werthern (de) (1841-1916), administrateur de l'arrondissement de Lippstadt (de) et propriétaire de manoir
- Friedrich von Werthern (de) (1630-1686), conseiller privé, juge en chef et capitaine en chef du district de Thuringe
- Friedrich von Werthern (de) (1804-1864), fonctionnaire administratif prussien et homme politique de Saxe-Meiningen
- Georg von Werthern (de) (1581-1636), homme d'État électoral saxon, ambassadeur, gouverneur et fondateur de la dernière lignée de Beichlingen
- Georg von Werthern (de) (1663-1721), envoyé et chancelier saxon[10]
- Georg von Werthern (de) (1700-1768), chambellan électoral saxon, conseiller privé de Weimar
- Georg von Werthern-Beichlingen (de) (1816-1895), diplomate, envoyé prussien en Bavière 1867-1888, « bras droit de Bismarck » pour faire entrer la Bavière dans le nouvel Empire allemand[23]
- Hans von Werthern (de) (1443-1533), chevalier et portier de la chambre héréditaire impériale, conseiller privé des ducs au pouvoir de Saxe et du comte de Stolberg, bailli de Gebesee, Weißenfels et Freyburg (Unstrut)
- Hans von Werthern (de) (1626-1693), chambellan électoral saxon et inspecteur de l'école d'État de Pforta
- Hans Carl von Werthern (de) (né en 1953), diplomate et ambassadeur au Japon de 2014 à 2019
- Hans Carl Leopold von Werthern (Wiehe), (1790-1834), chambellan et major grand-ducal de Saxe
- Heinrich von Werthern (de) (1838-1879), fonctionnaire administratif prussien, administrateur de l'arrondissement d'Eckartsberga
- Ingeborg-Maria von Werthern (de) (1913-1996), abbesse de l'abbaye d'Heiligengrabe (1952-1995)
- Jacob Friedemann von Werthern (de) (1739-1806), diplomate saxon
- Johann Georg Heinrich von Werthern (de) (1735-1790), ministre d'État privé prussien et grand maître de la garde-robe
- Johanna Luise von Werthern (de) (1752-1811 ; née baronne vom und zum Stein (de), épouse de Jacob Friedemann von Werthern
- Karl Aemilius von Werthern (de) (1774-1829), avocat et homme d'État ; directeur du consistorial, juge principal (1809), à partir de 1813 président de la police et du tribunal criminel, chancelier royal de Saxe (1817), ministre de la conférence (1829)[18]
- Ottobald von Werthern (de) (1794-1878), propriétaire foncier et homme politique prussien, député de la chambre des seigneurs de Prusse, depuis 1840 comte et seigneur de Werthern-Beichlingen
- Thilo von Werthern (de) (1818-1888), propriétaire foncier, député de la chambre des seigneurs de Prusse
- Thilo von Werthern-Michels (de) (1878-1962), administrateur de l'arrondissement de Soest (de)
- Thilo comte et seigneur de Werthern-Beichlingen (1914-1986), comte de Beichlingen et seigneur du château d'Hoppenrade[24],[25]

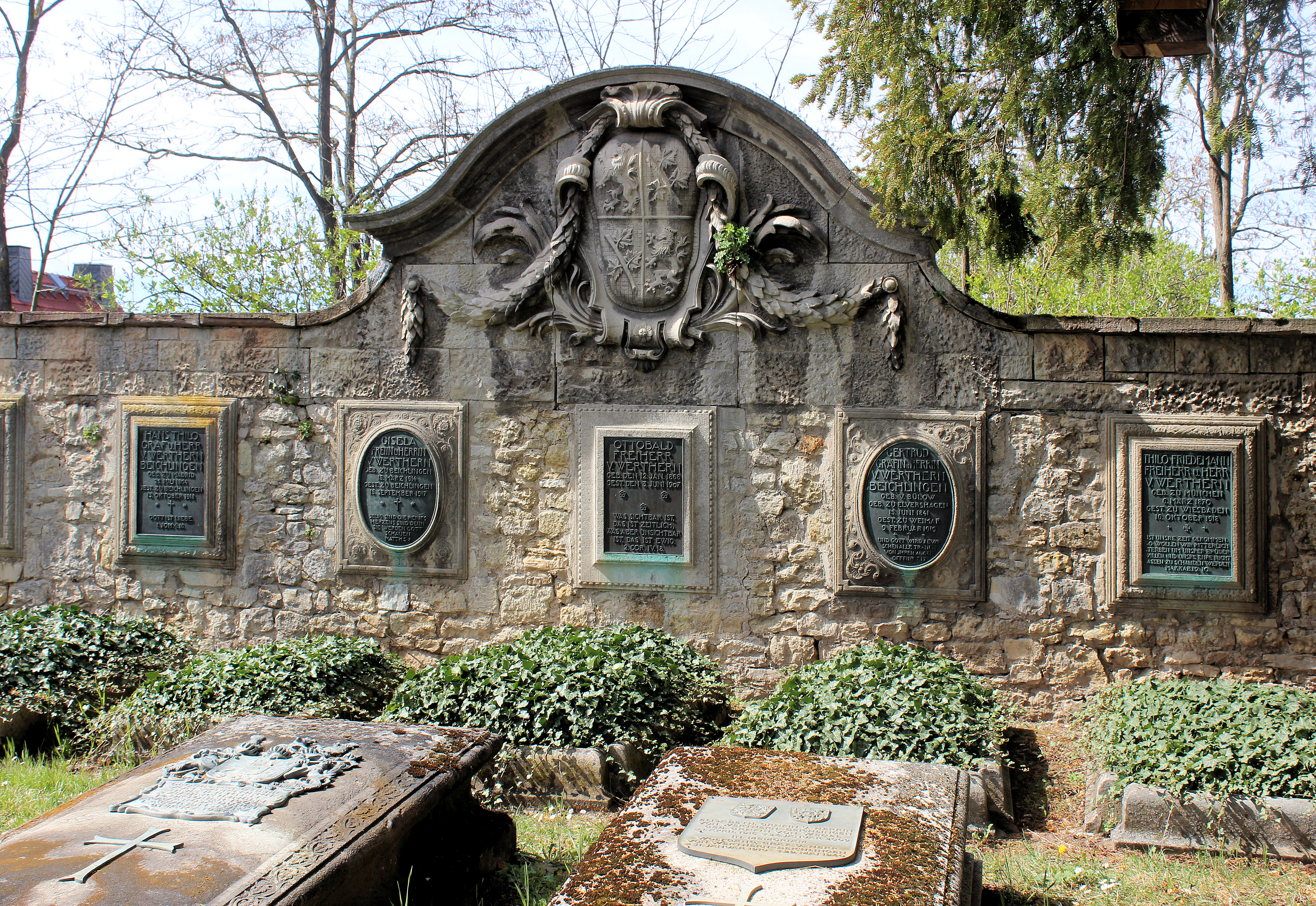
Tombe héréditaire des comtes de Werthern dans le cimetière de Beichlingen

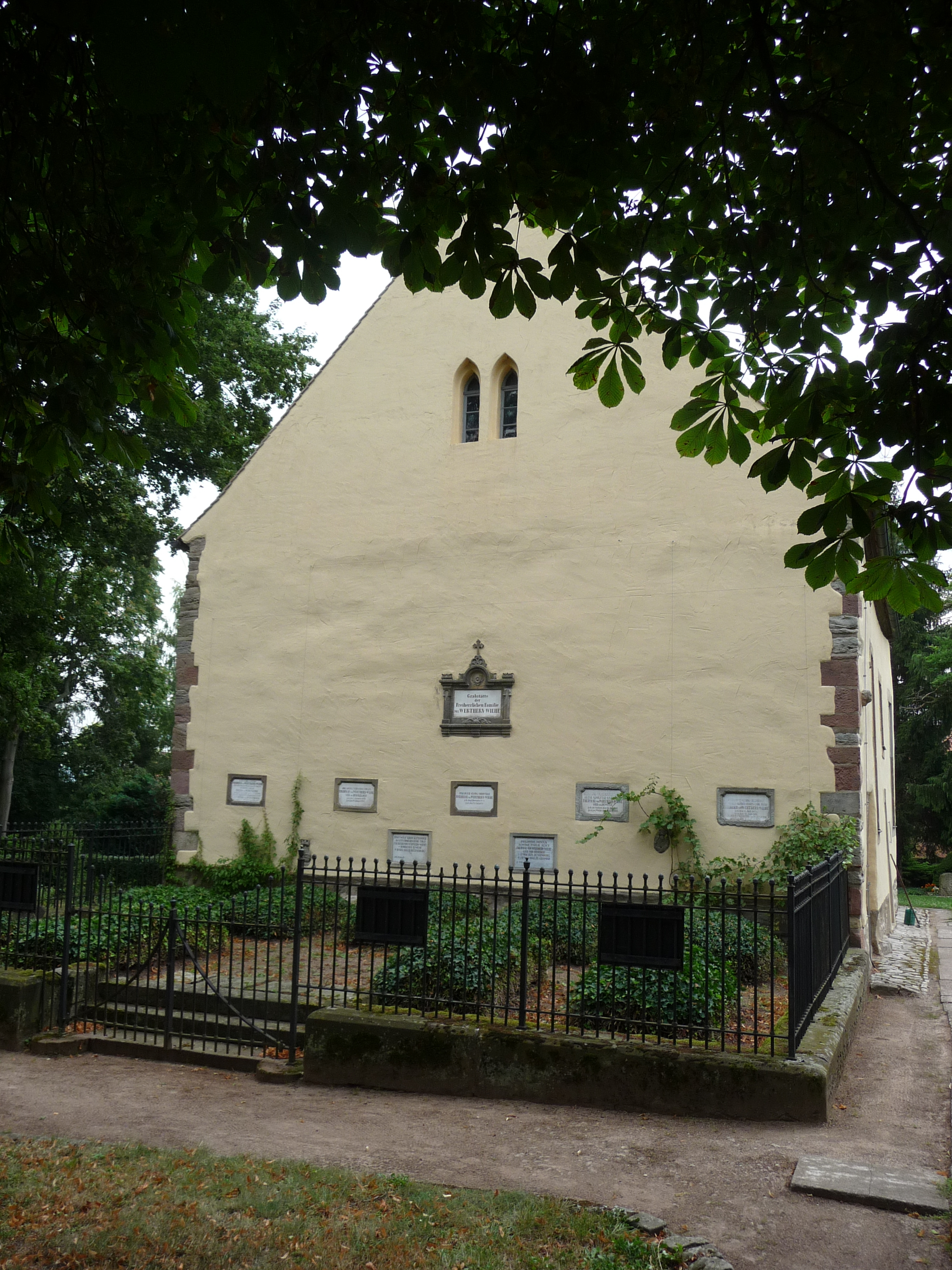
Tombe héréditaire des barons de Werthern-Wiehe à l'église du cimetière de Wiehe